# Caprile elbano
Il caprile è una struttura pastorale tipica del settore occidentale dell'isola d'Elba. 

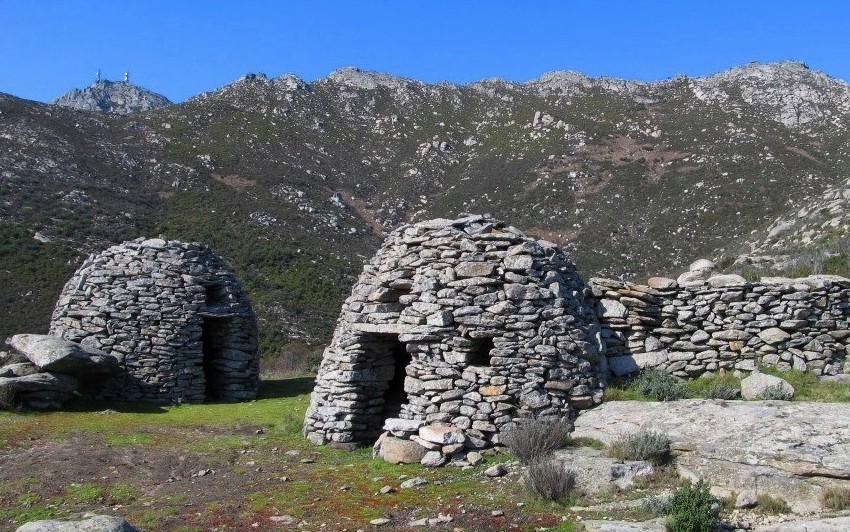
Il quartiere pastorale delle Macinelle, con caprile sullo sfondo a destra e le due capanne realizzate da Mamiliano Martorella dopo il 1930

## Descrizione
Si compone di tre elementi:
- il caprile o chiuso (recinto in pietra per la mungitura delle capre)
- la capanna o grottino (struttura in pietra, esterna, per la produzione di formaggi e ricotte)
- il grìgolo (struttura in pietra, interna, per isolare i capretti durante lo svezzamento)[1]

È costituito da un recinto ellittico o circolare di bozze monzogranitiche, ad unico ingresso, entro il quale venivano radunate le capre al momento della mungitura, che avveniva utilizzando dei rustici contenitori chiamati mungitoie.
Per poter essere munte, le capre venivano talvolta bloccate con una sbarra di legno collocata di traverso allo stretto ingresso, in modo simile alla nŭmella latina. Durante lo svezzamento i capretti, ai quali era messo in bocca un pezzetto di legno di Erica arborea detto bavello, venivano isolati nei grìgoli, piccoli anditi in pietra – muniti di copertura – all'interno del caprile stesso.
Il termine grìgolo deriverebbe dal basso latino cryptŭlus, «piccola grotta»; i grìgoli più antichi, infatti, erano ricavati da grotte naturali adattate con muretti «a secco». Accanto al caprile si trova il domolito, ossia una costruzione in pietra «a secco» (nel Marcianese detta capanna, nel Sanpierese grottino) dove i pastori preparavano i formaggi e le ricotte.
Il domolito, il cui ingresso è posto in direzione contraria rispetto ai venti dominanti, presenta una pseudocupola costituita da lastre di granodiorite disposte con un'inclinazione che non permette l'entrata d'acqua in caso di pioggia. Un grosso caldaro di rame stagnato, appeso all'interno della struttura e contenente il latte appena munto, veniva riscaldato con un fuoco. Il caglio era poi rimestato con la rompitoia, un bastone triforcuto in legno di corbezzolo, e il siero che ne derivava era chiamato, con un evidente latinismo, seriùcola (da sĕrum, «siero»).
Le ricotte, che venivano prodotte in piccole forme coniche o cilindriche (cascine) di giunchi intrecciati ricavati dalla pianta Scirpoides holoschoenus (localmente nota come biòdola), si andavano ad aggiungere ad altri prodotti caseari come i cacetti e i baccelloni; venivano disposti in catini con foglie di felce (Pteridium aquilinum) e, tramite donne o ragazze dette ricottaie, inviati alla vendita nei paesi dell'isola, dove venivano acquistati dalle cosiddette casane.

## Origine deidomoliti
La realizzazione dei domoliti si deve in buona parte al pastore Mamiliano Martorella (1898-1973) a partire dal 1930. Precedentemente, infatti, la costruzione pastorale elbana era detta cascina e presentava una base in pietra «a secco» su cui si innestava una copertura di rami e frasche, in modo simile alla pinnetta sarda.

## Distribuzione deicaprili

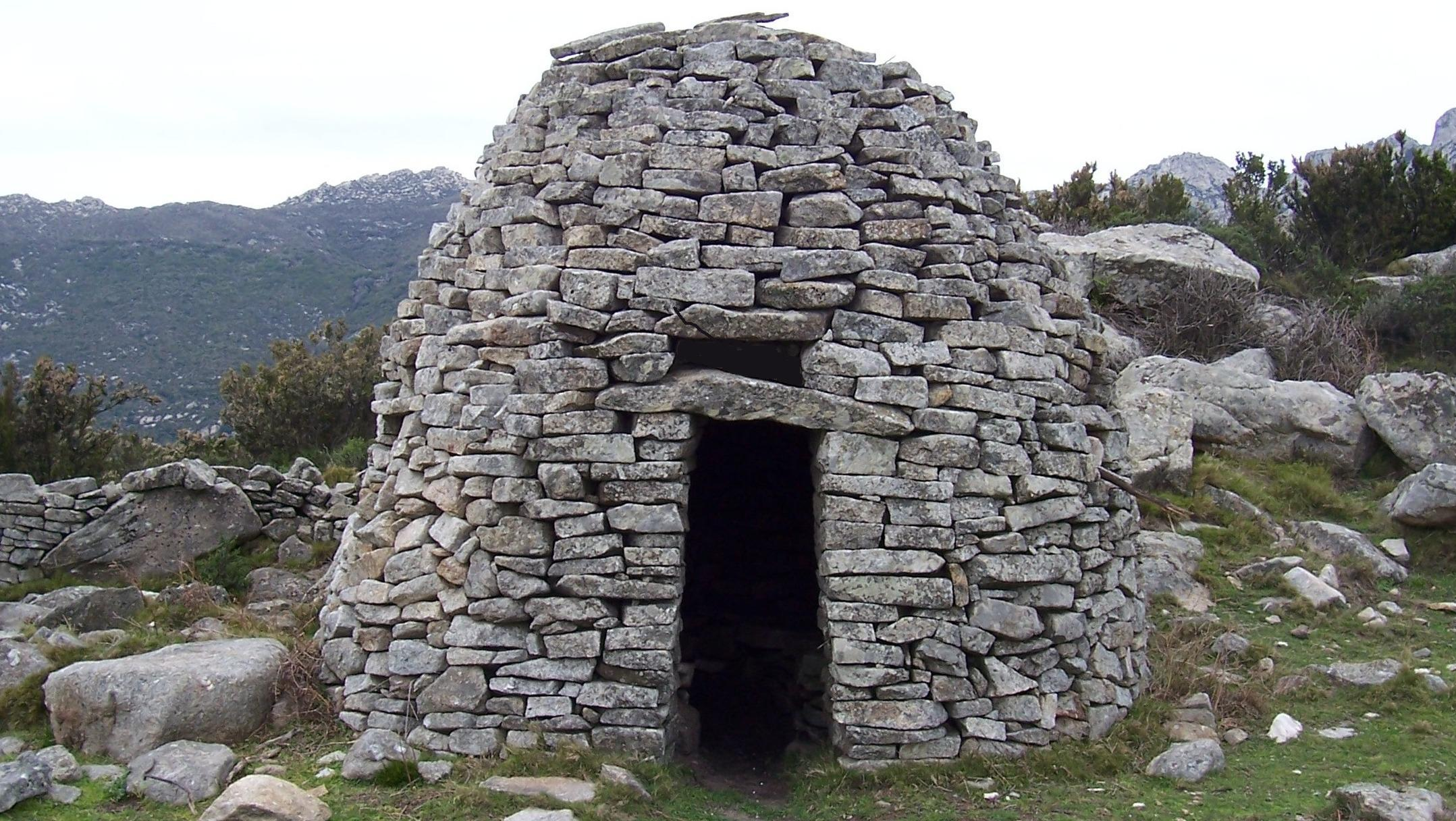
Il Caprile delle Mure, realizzato nel 1982 dal pastore Evangelista Barsaglini

I principali caprili dell'Elba sono:
- Caprili del Collaccio (San Piero in Campo) con un domolito
- Caprile delle Macinelle (San Piero in Campo) con due domoliti realizzati dal pastore Mamiliano Martorella (1898-1973) intorno al 1930
- Caprile di Chiusa Borsella (San Piero in Campo) realizzato dai fratelli Giuseppe e Pietro Montauti
- Caprile del Col di Paolo (San Piero in Campo)
- Caprili del Sughereto (San Piero in Campo)
- Caprile della Ficuccia (San Piero in Campo)
- Caprile dei Tre Cerri (San Piero in Campo) con un domolito attribuito al pastore Mamiliano Martorella (1898-1973)
- Caprile di Pernocco (San Piero in Campo) con un domolito
- Caprili delle Piane del Canale (San Piero in Campo)
- Caprili di Pietra Murata (San Piero in Campo) con un domolito attribuito al pastore Mamiliano Martorella (1898-1973)
- Caprile di Tozza al Pròtano (San Piero in Campo) con un domolito
- Caprile della Tozz'i Carletto (San Piero in Campo) con un domolito
- Caprile della Tozza al Pagliaio (Sant'Ilario in Campo) con un domolito
- Caprile della Grottaccia (Pomonte) con un domolito attribuito alla famiglia Martorella
- Caprili delle Mure (Seccheto) con due domoliti realizzati dal pastore Evangelista Barsaglini (1923-2016) nel 1982
- Caprile di Olimpo (Seccheto)
- Caprili dei Campitini (Pomonte) con un domolito
- Caprili del Monte Orlano (Pomonte)
- Caprili del Frate (Pomonte)
- Caprile del Colle Popoino (Pomonte)
- Caprile del Barione (Pomonte) con un domolito realizzato dal pastore Umberto Martorella (1885-1953)
- Caprile di Tramontana (Pomonte) attestato dal 1820
- Caprile di Canoso (Pomonte) con un domolito realizzato dal pastore Umberto Martorella (1885-1953) intorno al 1945
- Caprile del Monte Cenno (Pomonte) con un domolito parzialmente ricostruito dal pastore Evangelista Barsaglini (1923-2016)
- Caprile della Collìca (Pomonte) con un domolito attribuito alla famiglia Martorella ed ultimato dal pastore Evangelista Barsaglini (1923-2016)
- Caprile della Forca (Seccheto) con un domolito
- Caprili della Forca Bassa (Seccheto)
- Caprili delle Piane alla Sughera (Seccheto)
- Caprile della Calle (Seccheto)
- Caprile di Cote Làpida (Seccheto)
- Caprile delle Grottarelle (Cavoli)
- Capanna di Marco (Cavoli) che prende il nome dal possidente Marco Palmieri (1852-1935)
- Caprili del Tròppolo  (Chiessi) con un domolito attribuito al pastore Oreste Anselmi (1886-1964)
- Caprile di Campo al Castagno (Marciana) realizzato dal pastore Edoardo Ricci (1898-1990)
- Caprili di Capepe (Marciana) con un domolito
- Caprile di Natalino (Marciana) attestato dal 1840, con un domolito
- Caprile dell'Omo (Marciana)
- Caprili di Serraventosa (Marciana) con un protodomolito a copertura conica realizzato dal pastore Pietro Anselmi alla fine del XIX secolo (Caprile dei Colli)
- Caprile di Monte Catino (Marciana)
- Caprile della Stretta (Marciana) con un domolito
- Caprili della Tabella (Marciana)
- Caprile della Tavola (Marciana)
- Caprile del Monte Perone (Poggio)
- Caprile di Montecristo (Poggio)
- Caprile delle Panche (Poggio) attestato dal 1820
- Caprile del Ferale (Poggio) con un domolito attribuito al pastore Aristide Martorella (1892-1963)
- Caprile del Monte Corto (Poggio)
- Caprile della Nivera (Poggio)
- Caprile del Malpasso (Poggio)
- Caprile del Monte Perone (Poggio)
- Caprili del Monte Maolo (Poggio)
- Caprile della Settima (Poggio)
- Caprile delle Puntate (Poggio)
- Caprili del Monte Tambone (Capoliveri) con tre domoliti (di cui uno distrutto) attribuiti alla famiglia Martorella

## Galleria d'immagini

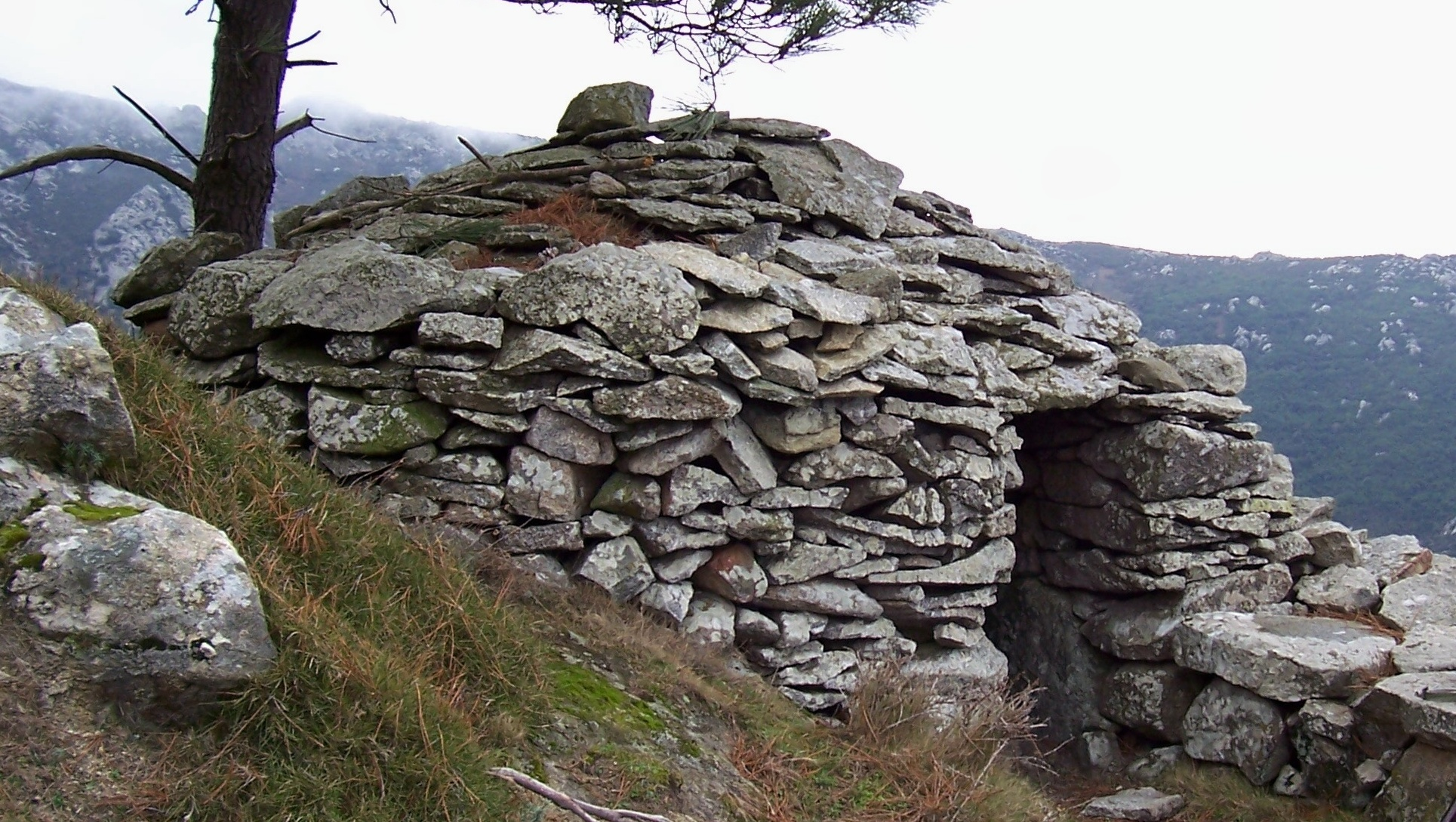
Caprile dei Colli (XIX secolo) a Serraventosa
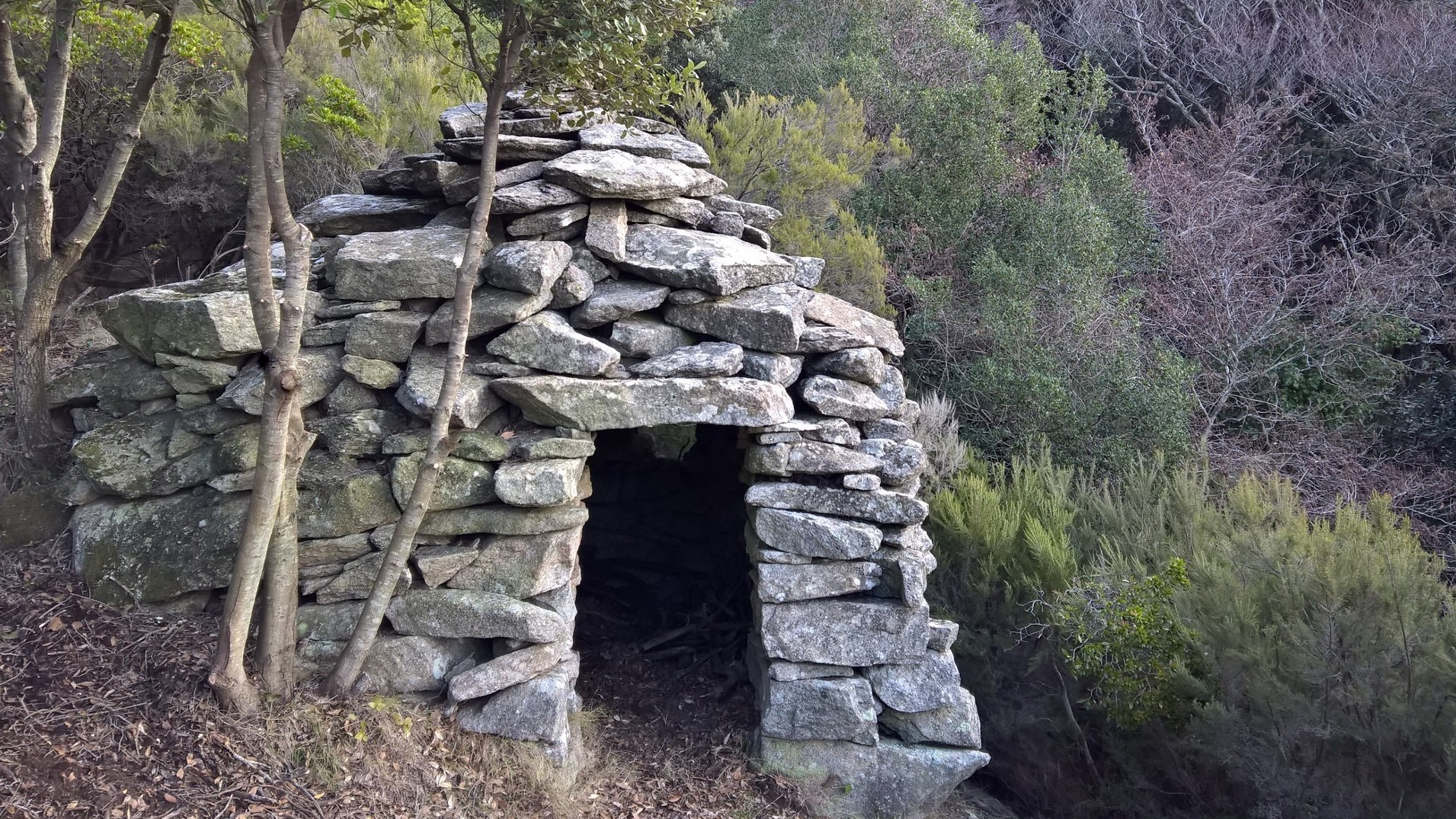
Caprile del Barione (realizzato da Umberto Martorella)
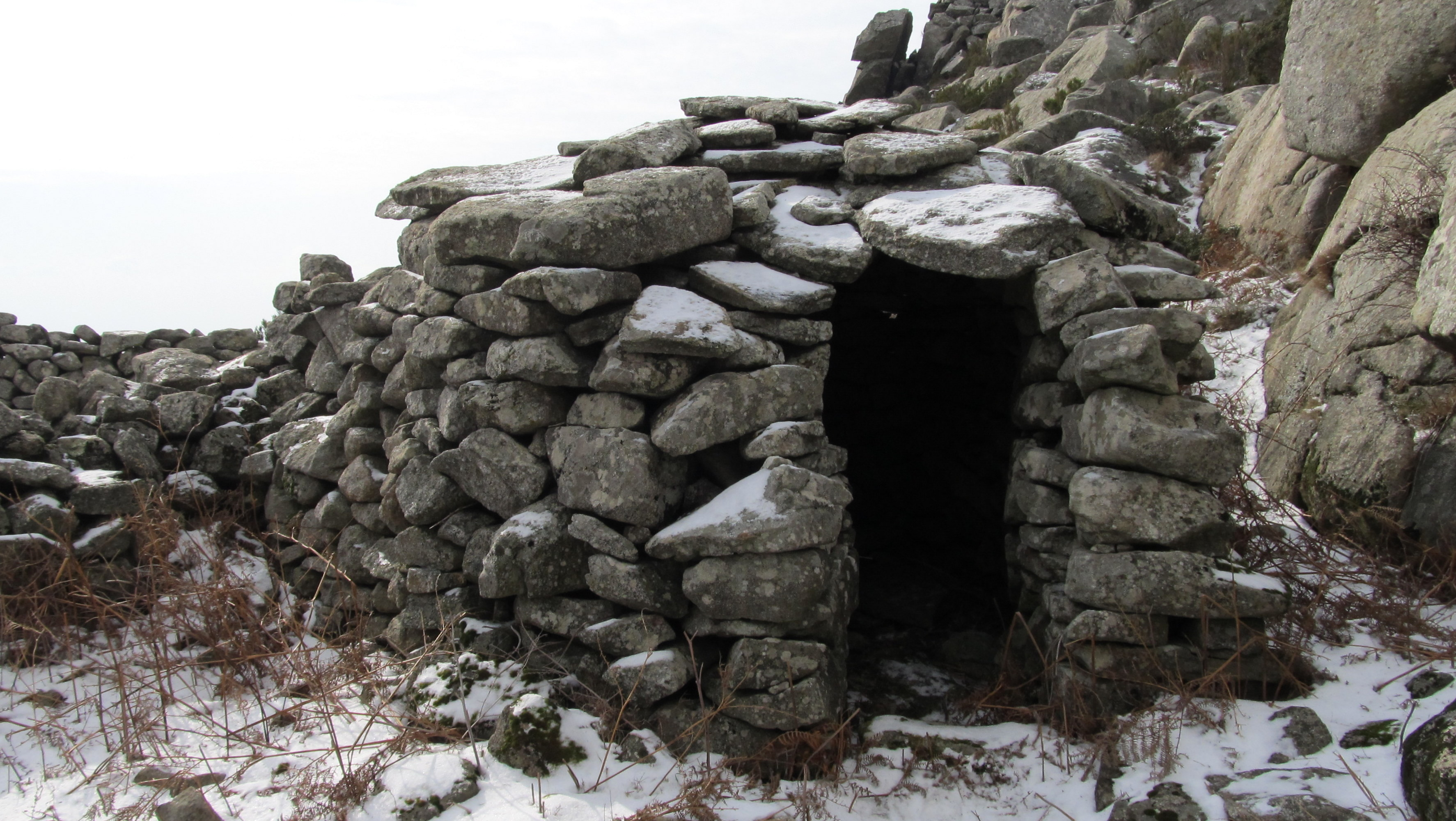
Caprile dei Campitini
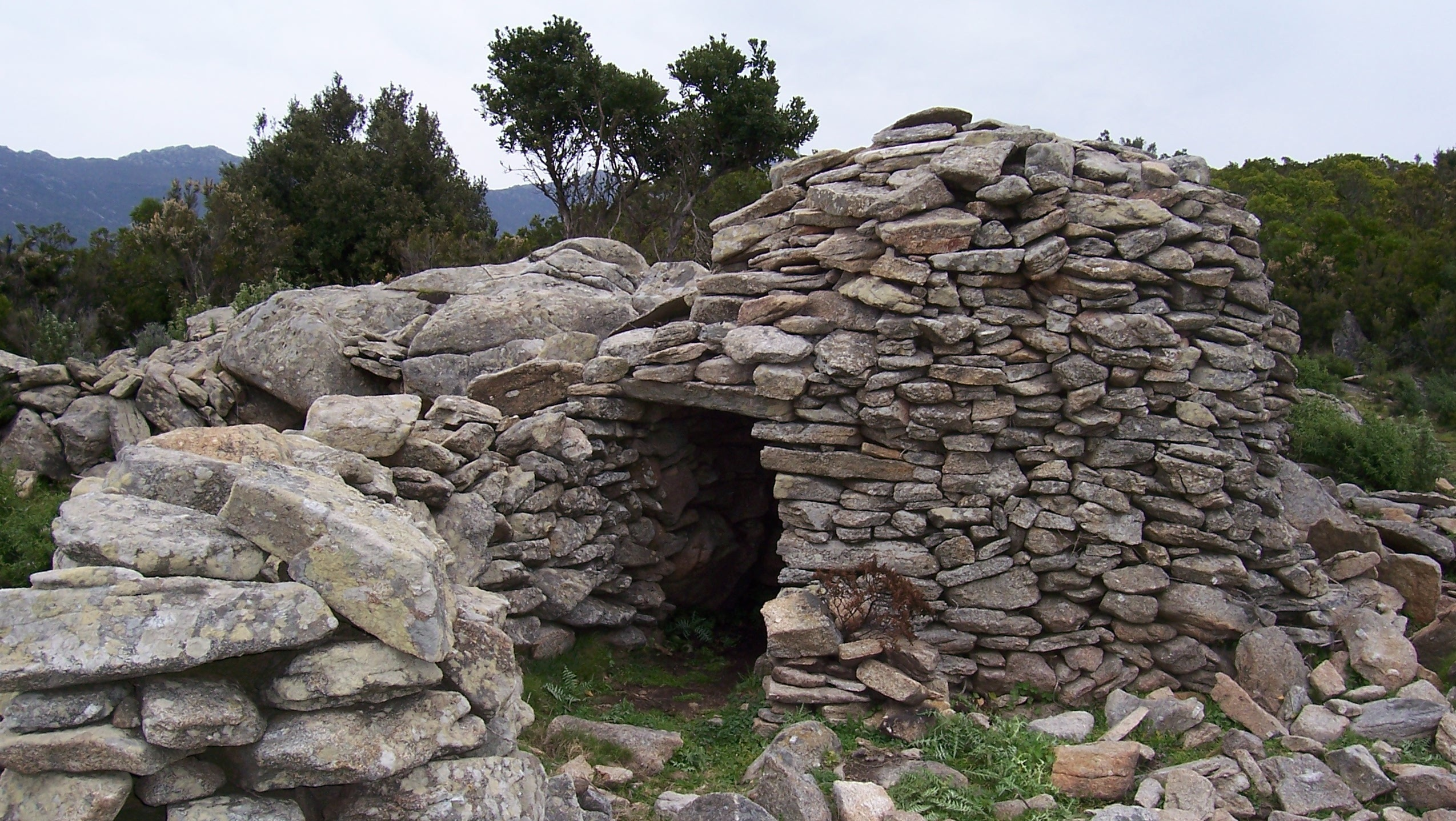
Caprile della Collìca (ultimato da Evangelista Barsaglini)
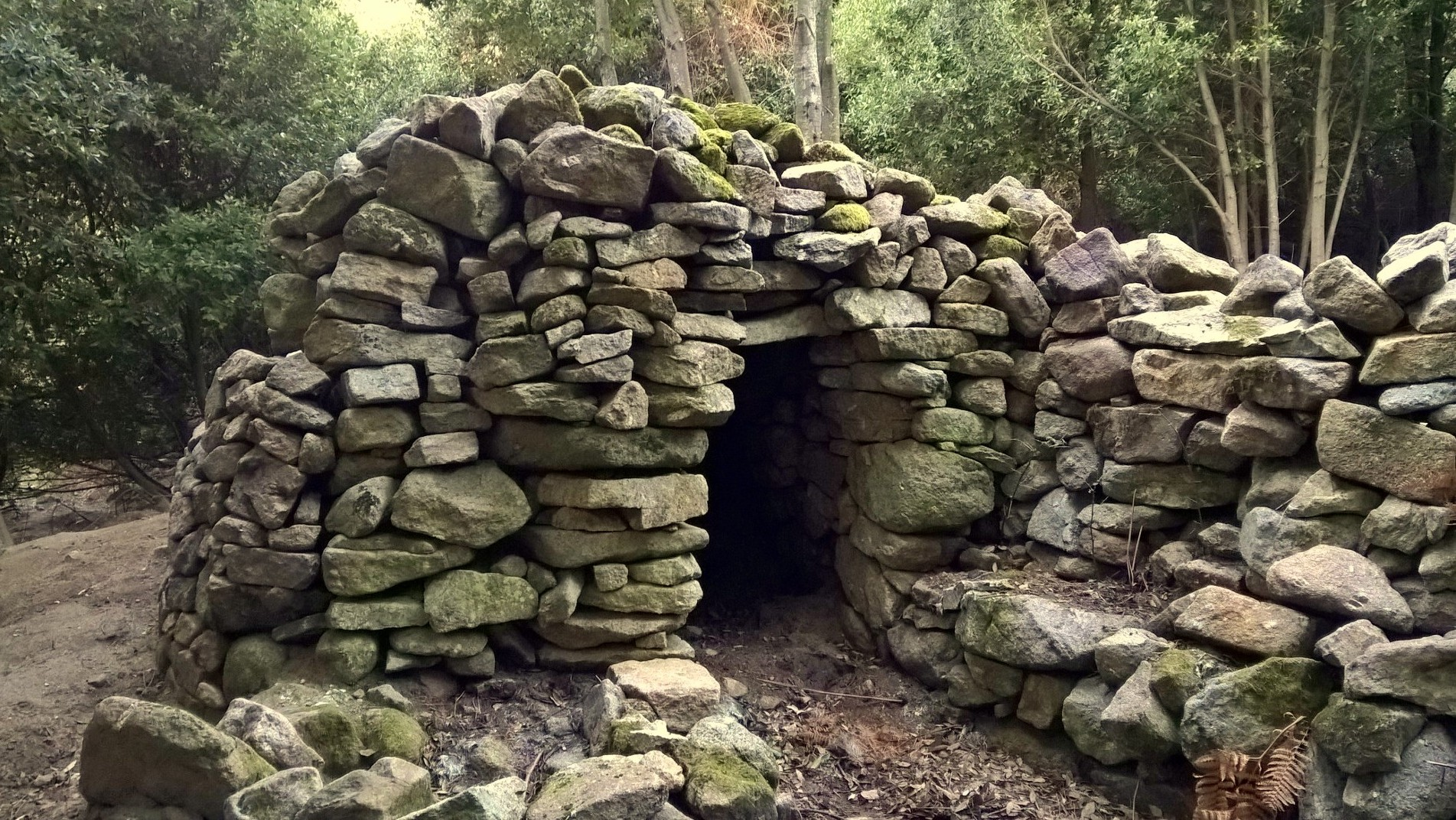
Caprile di Capepe
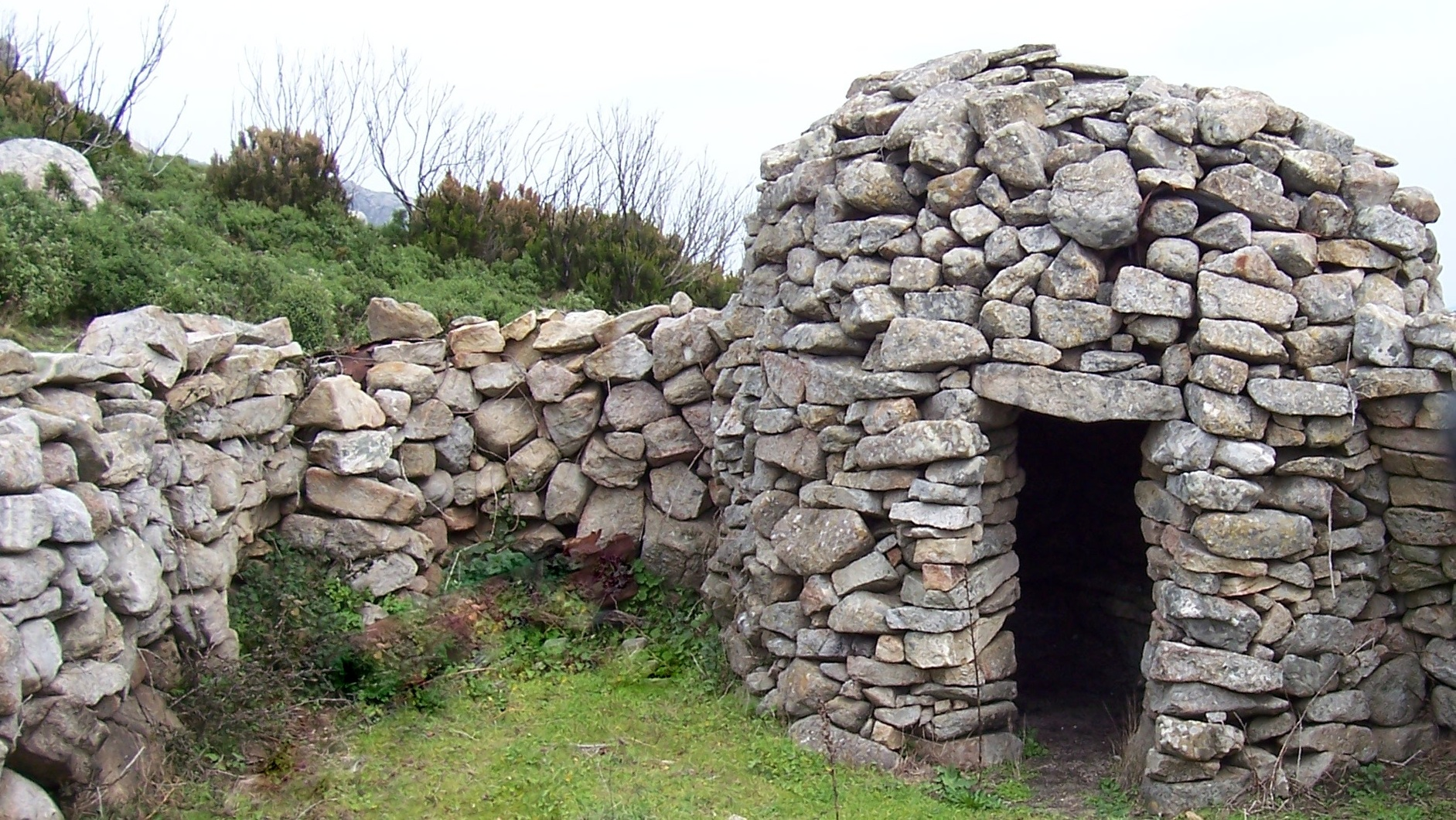
Caprile del Cenno (riadattato da Evangelista Barsaglini)
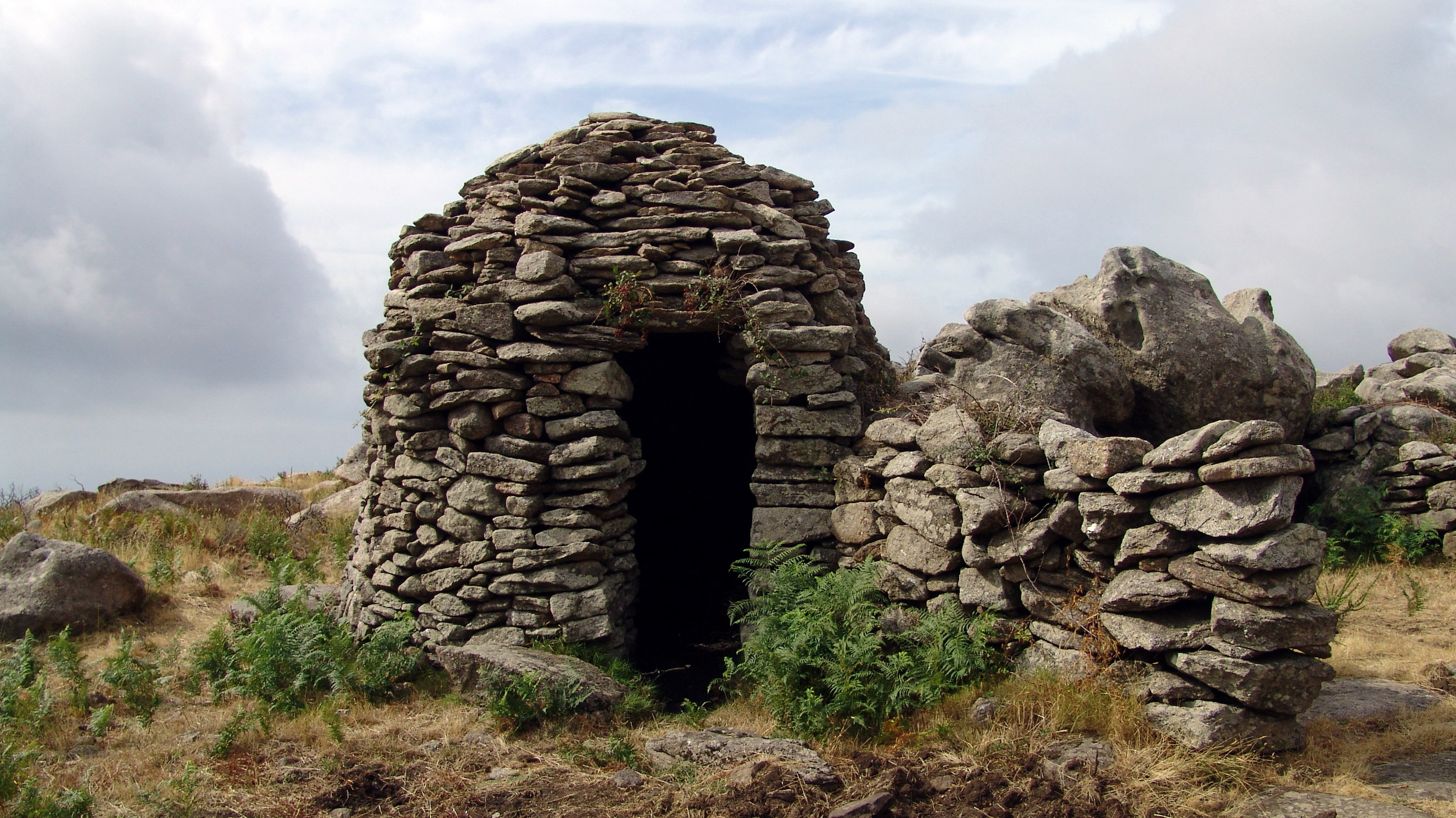
Caprile del Collaccio
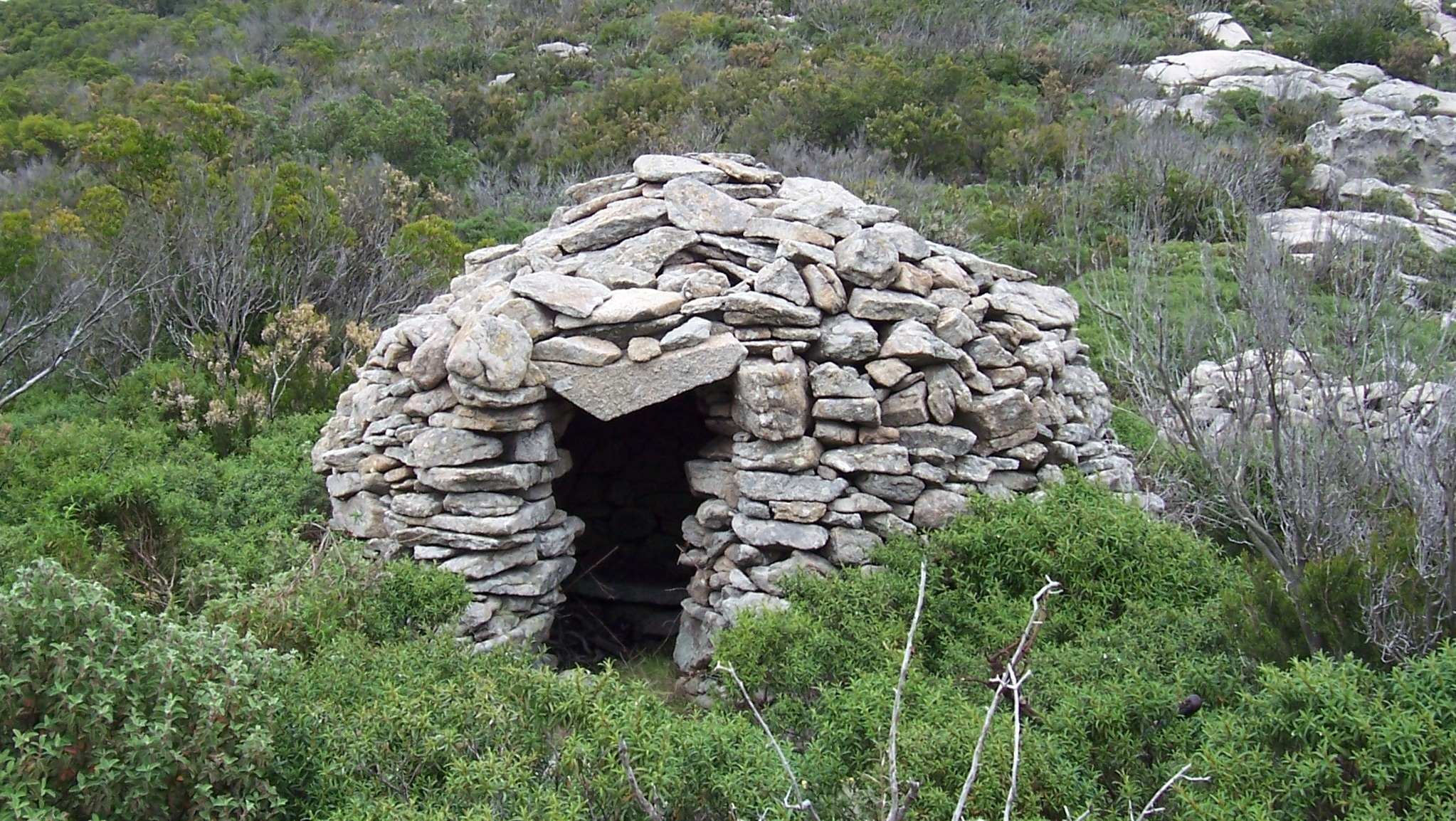
Caprile di Canoso (realizzato da Umberto Martorella nel 1945 circa)
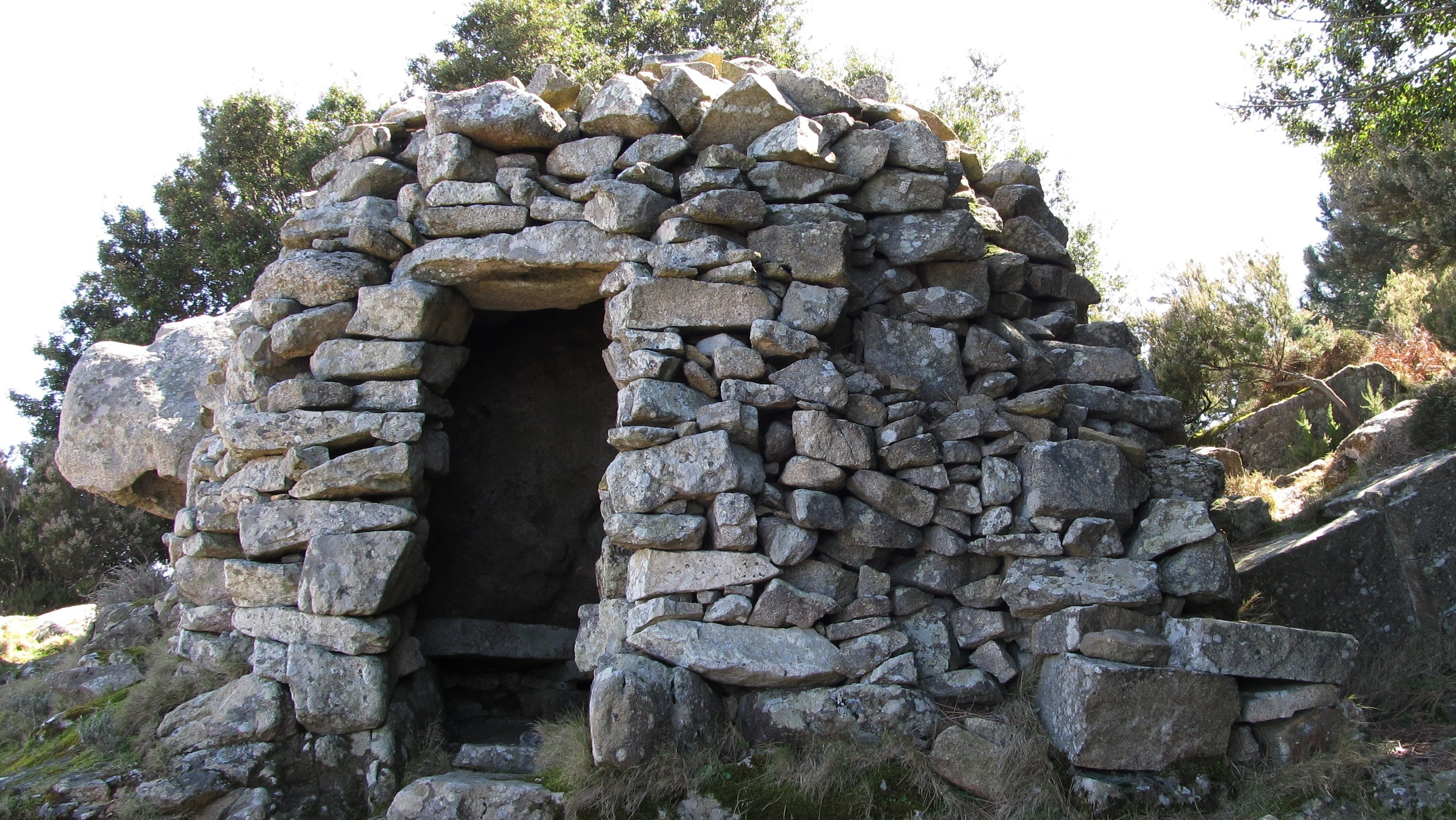
Caprile del Ferale
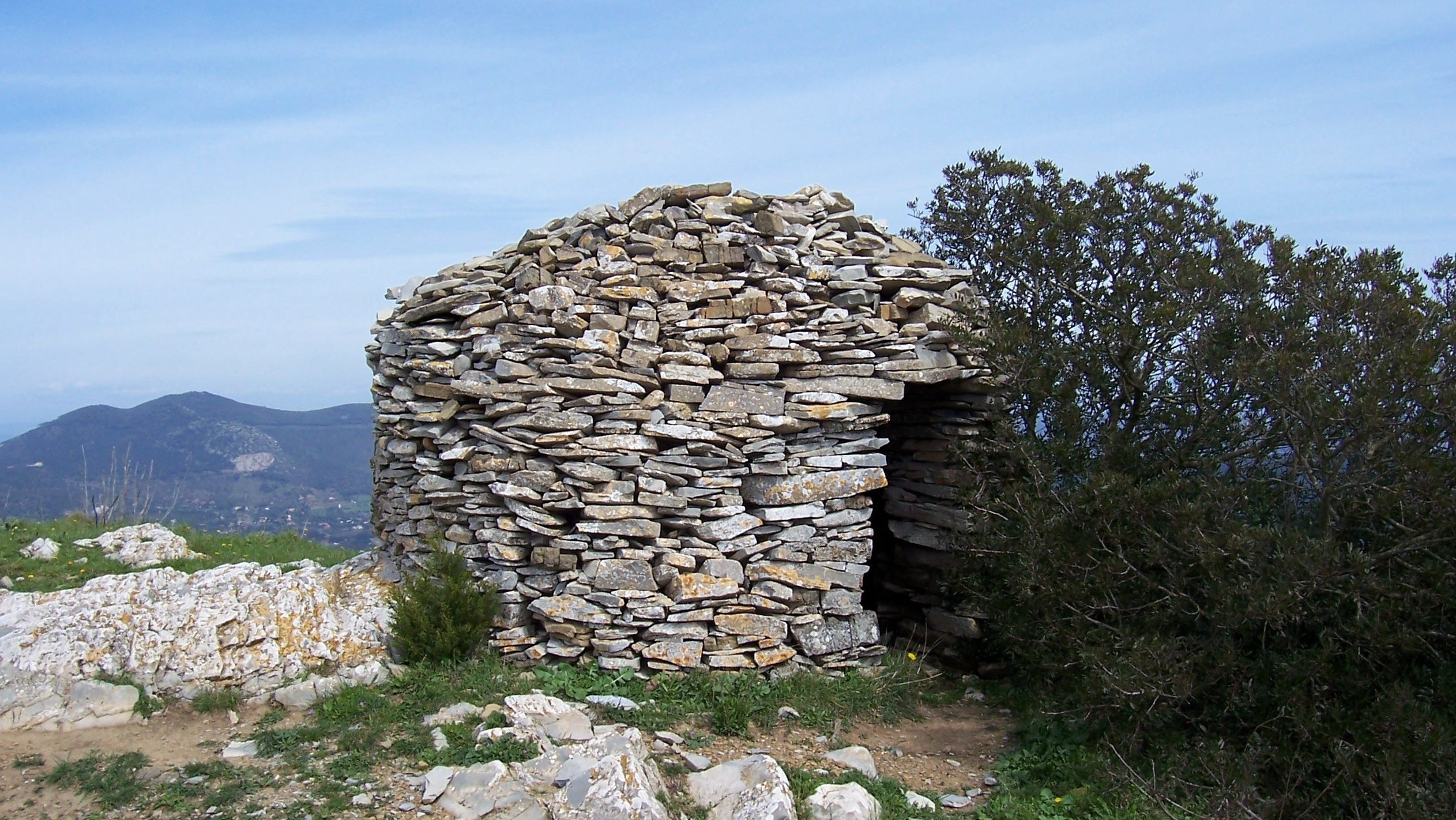
Caprile di Fonza
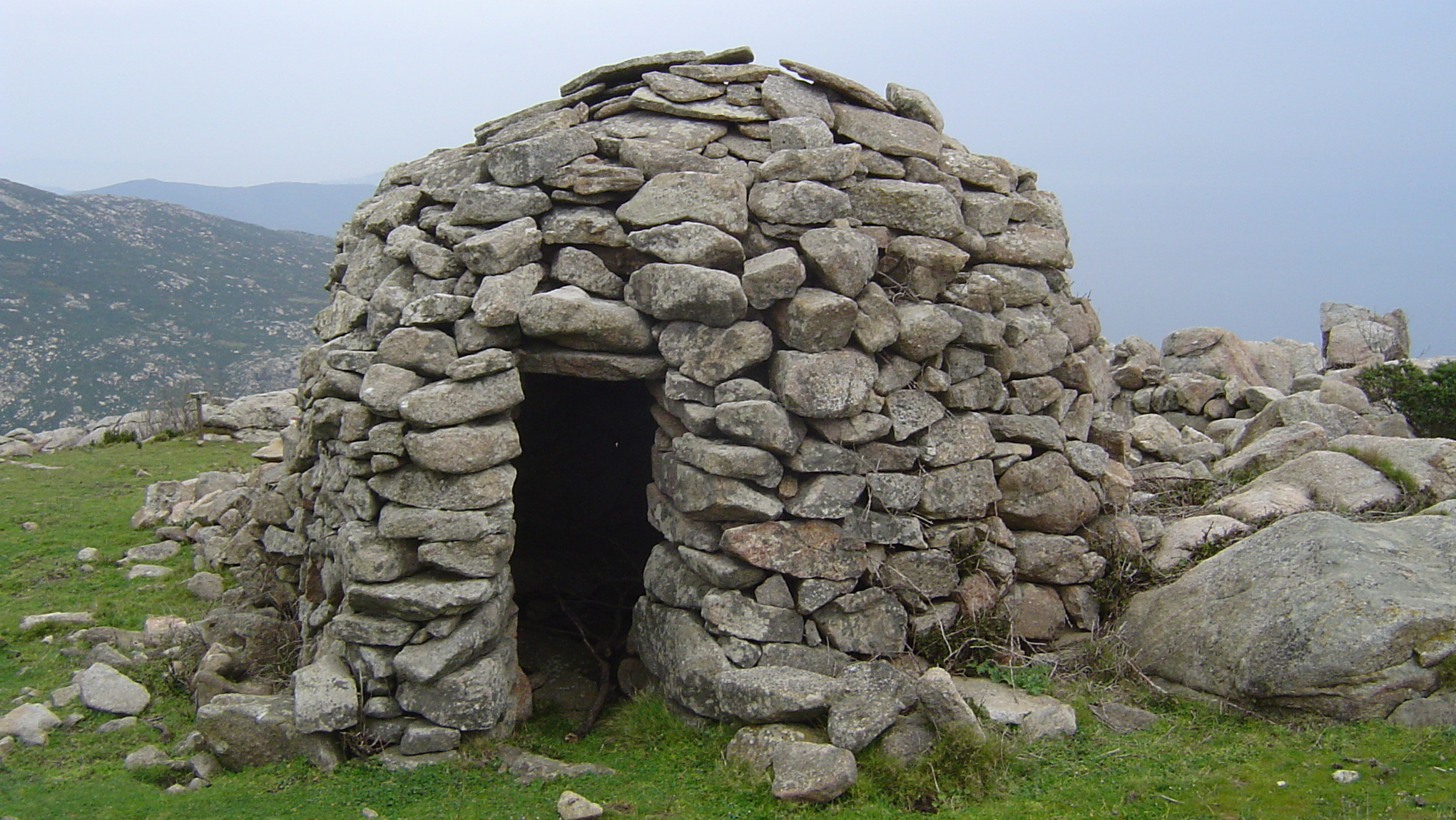
Caprile della Forca
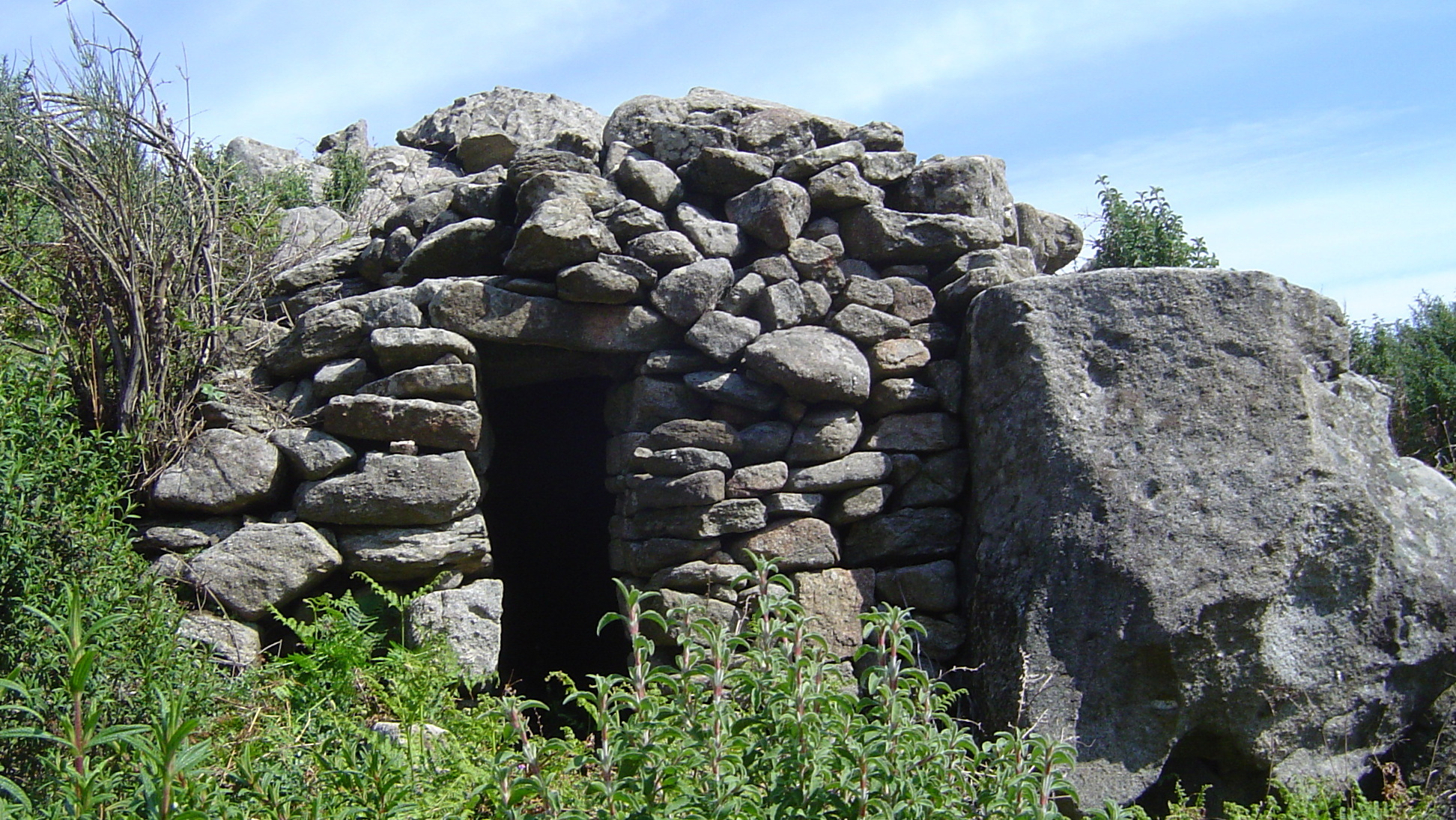
Capanna di Grotta Vallecchia (ricovero agricolo realizzato da Giuseppe Spinetti)
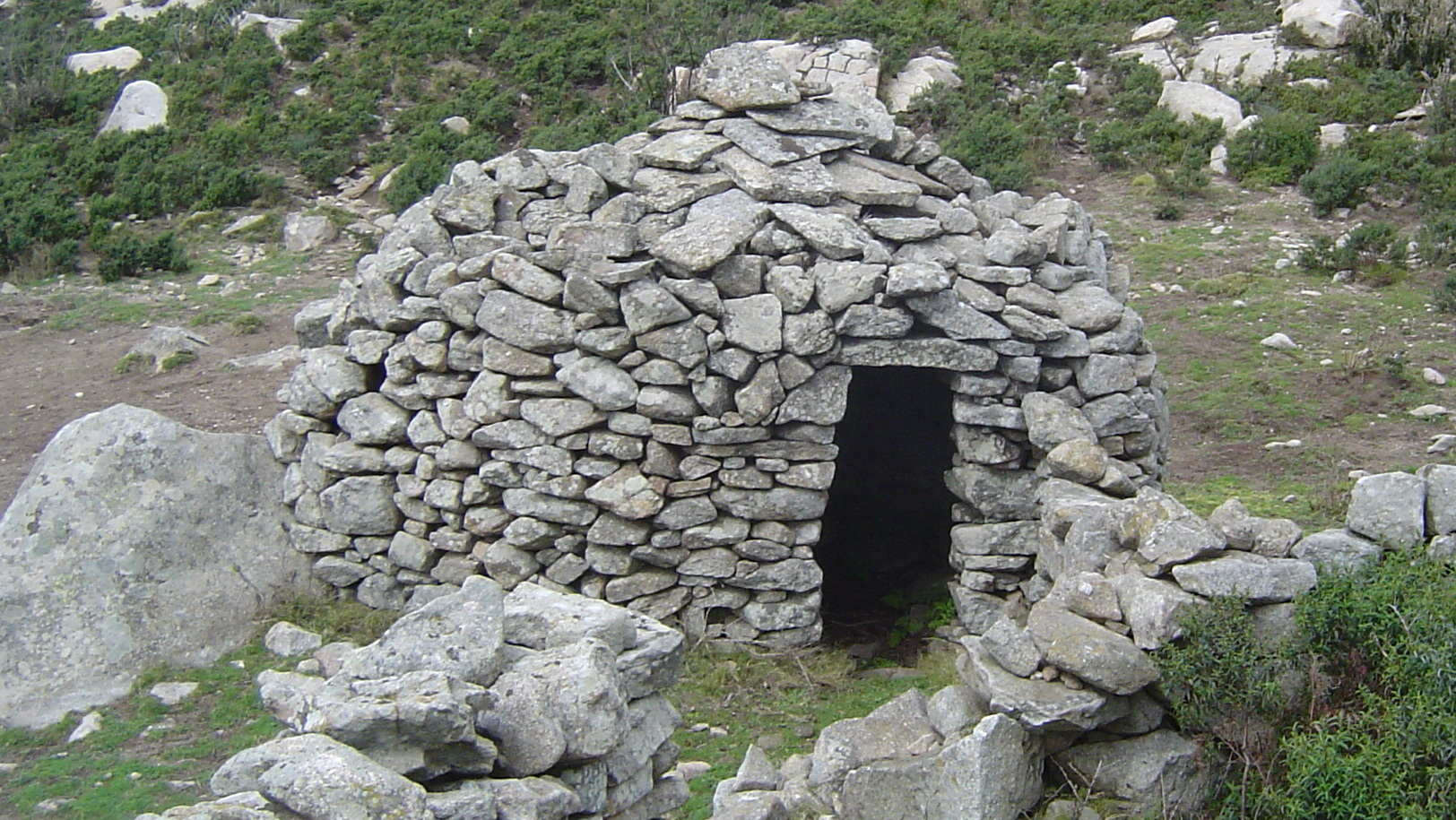
Caprile della Grottaccia
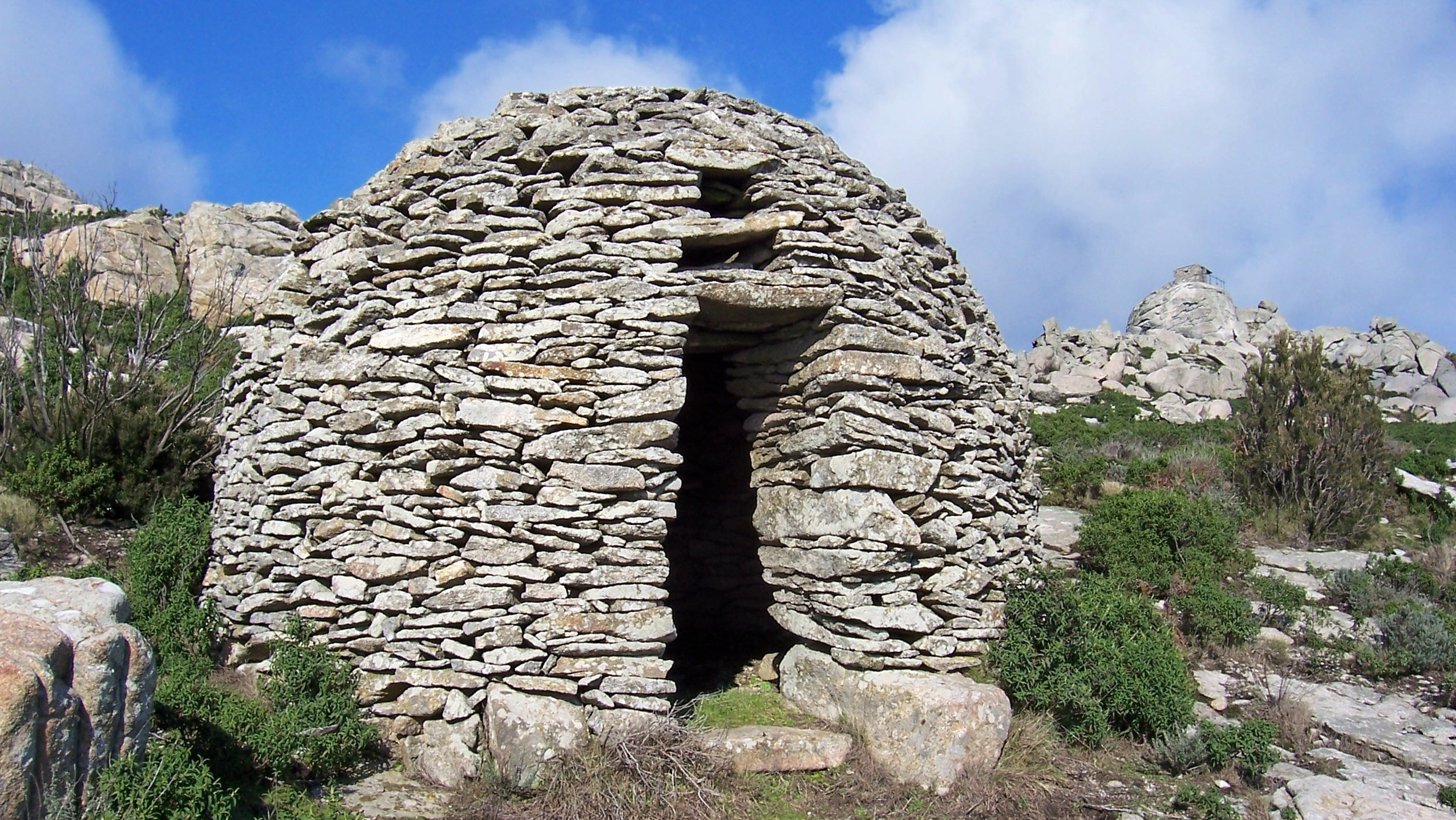
Capanna della Guata (realizzato da Mamiliano Martorella)
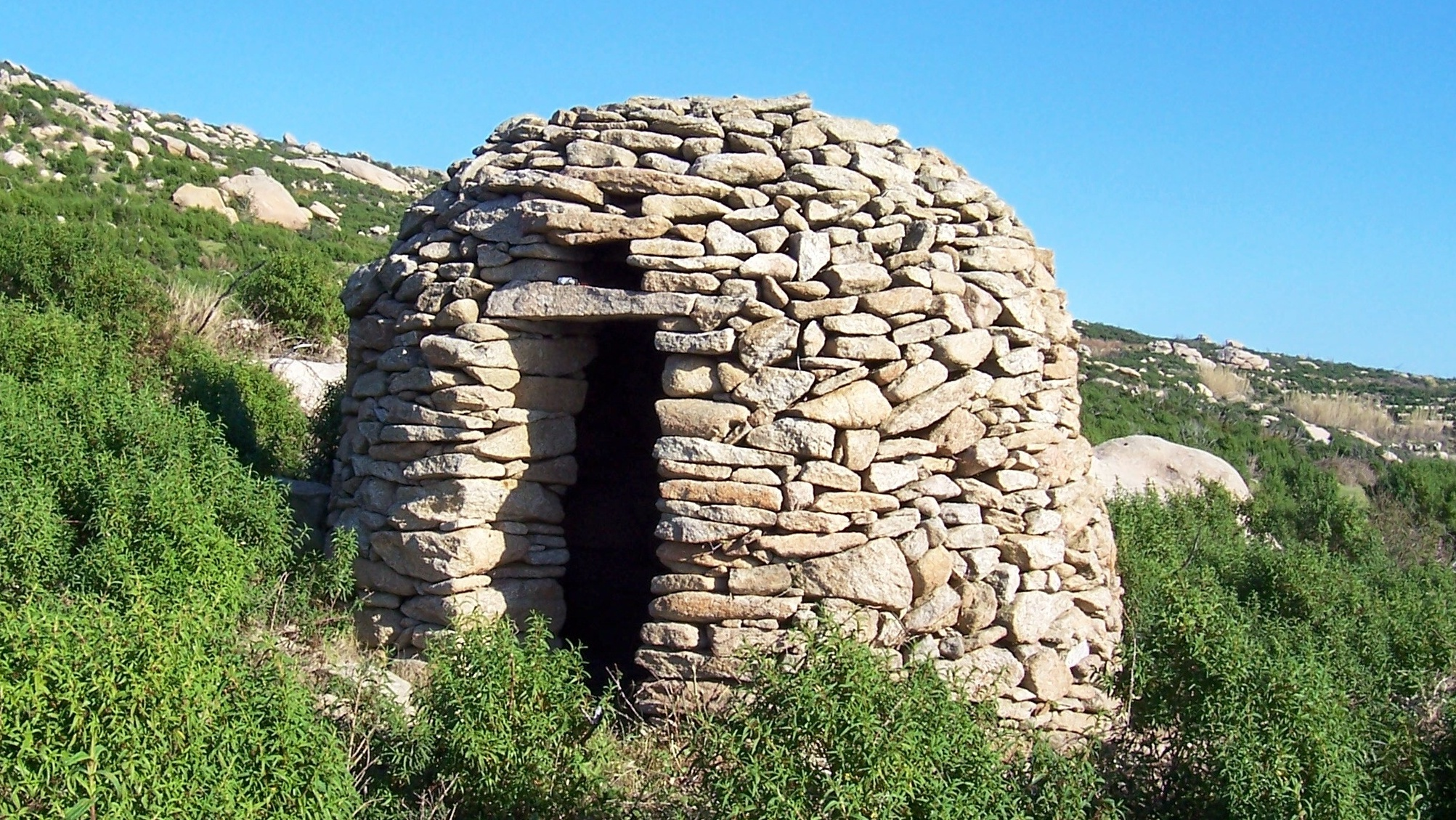
Capanna di Moncione (ricovero agricolo realizzato da Mamiliano Martorella)
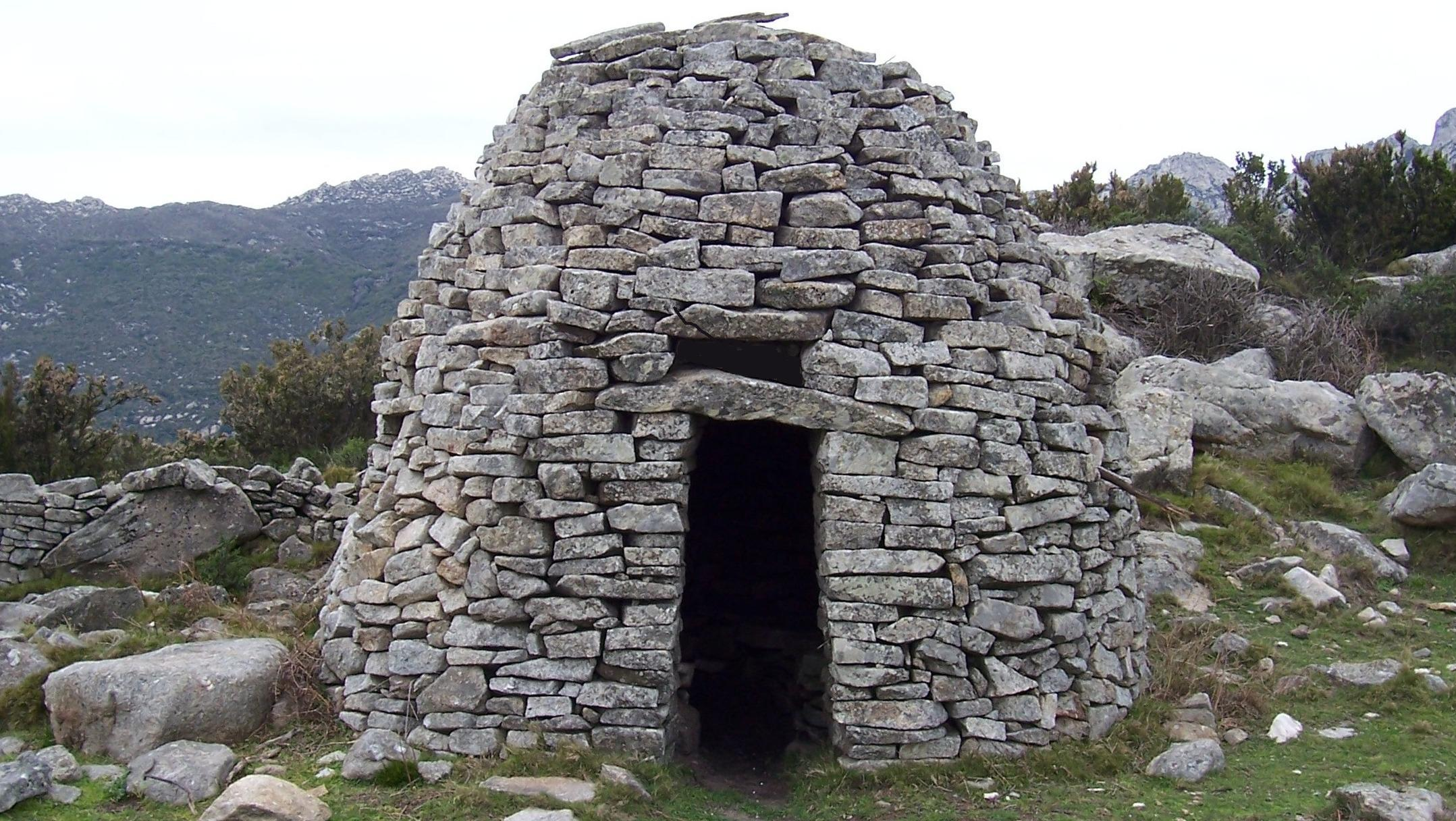
Caprile delle Mure I (realizzato da Evangelista Barsaglini nel 1982)
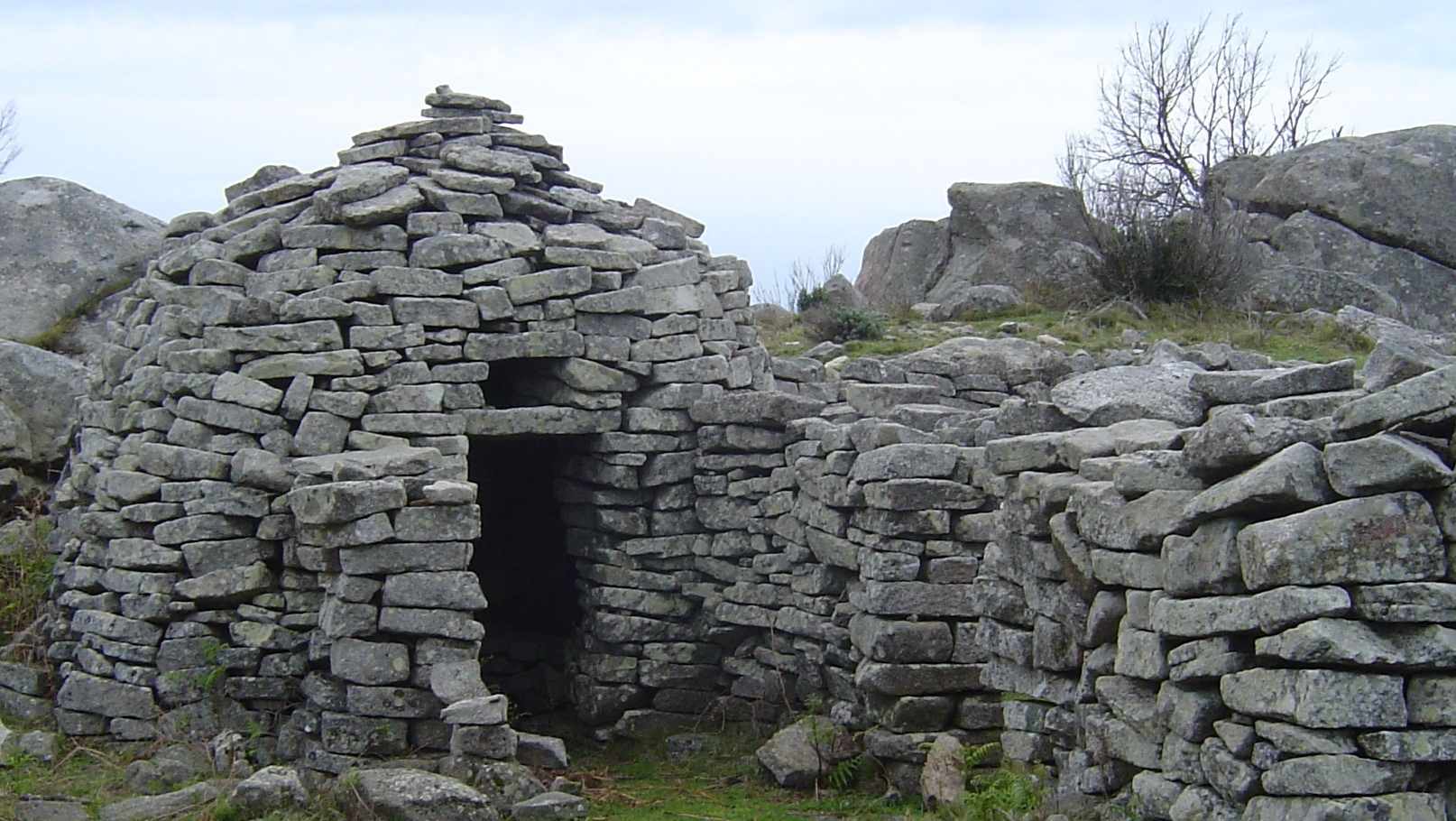
Caprile delle Mure II (riadattato da Evangelista Barsaglini nel 1982)
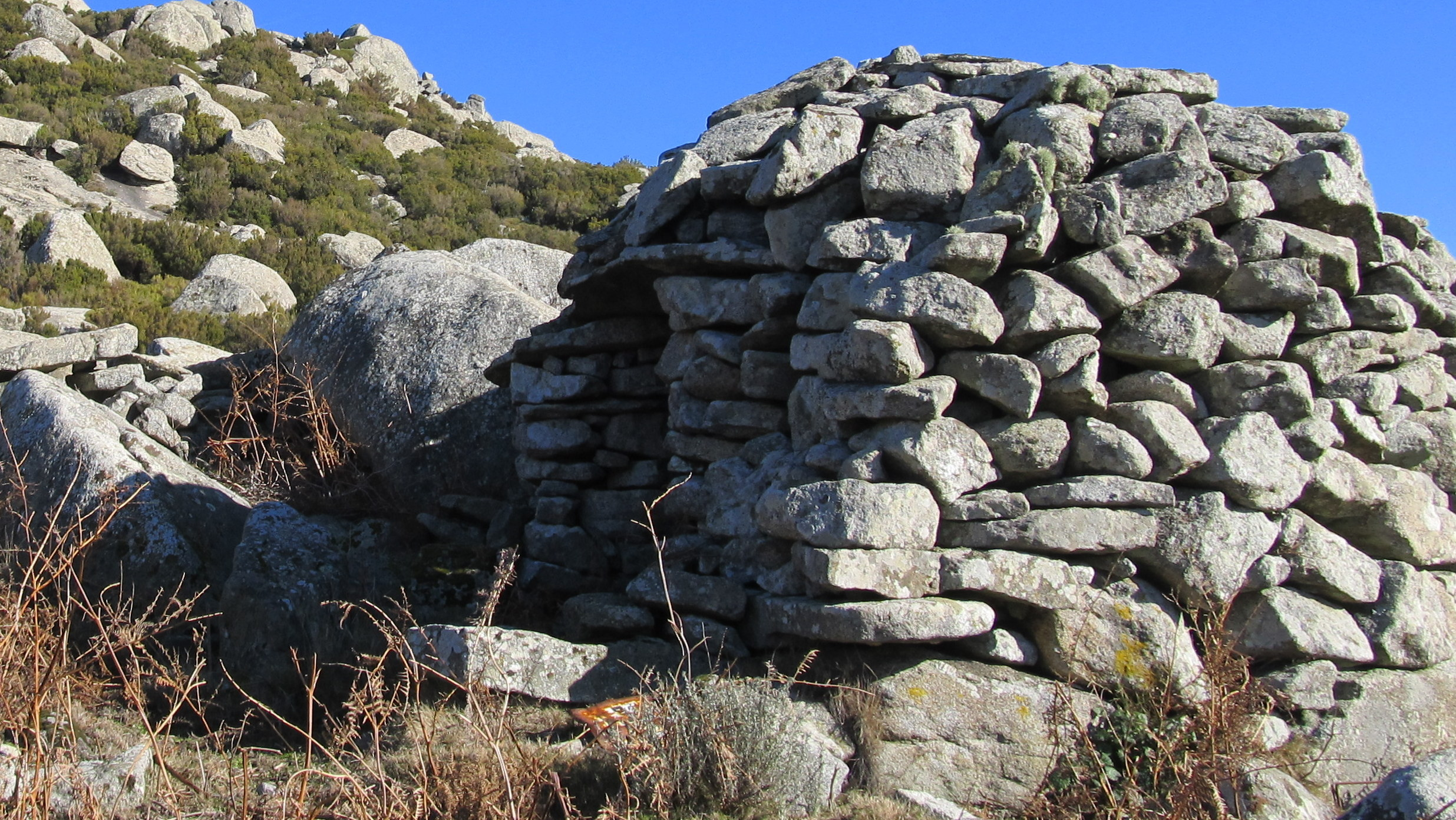
Caprile di Natalino (parzialmente ricostruito da Edoardo Ricci)
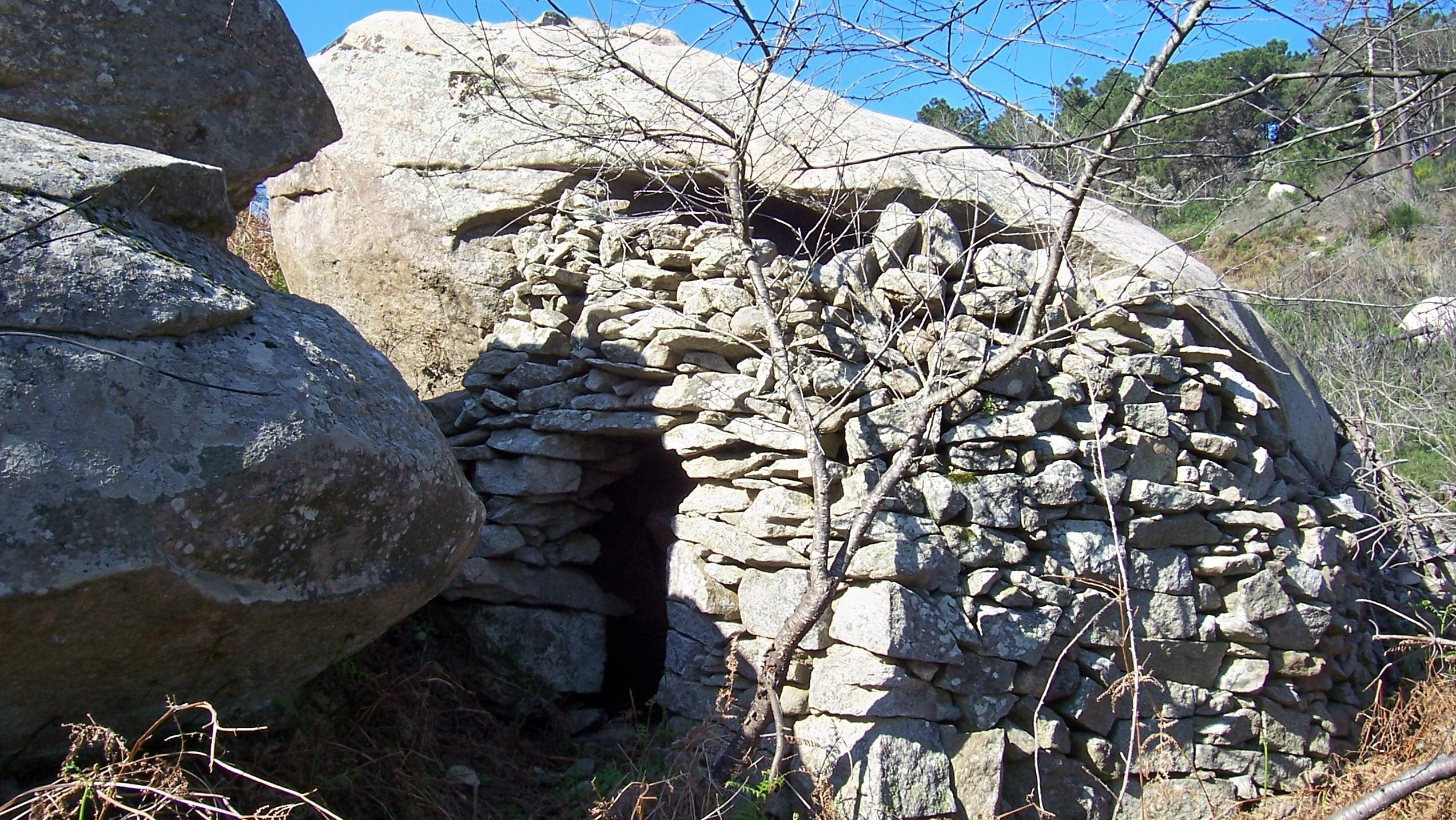
Caprile di Pernocco
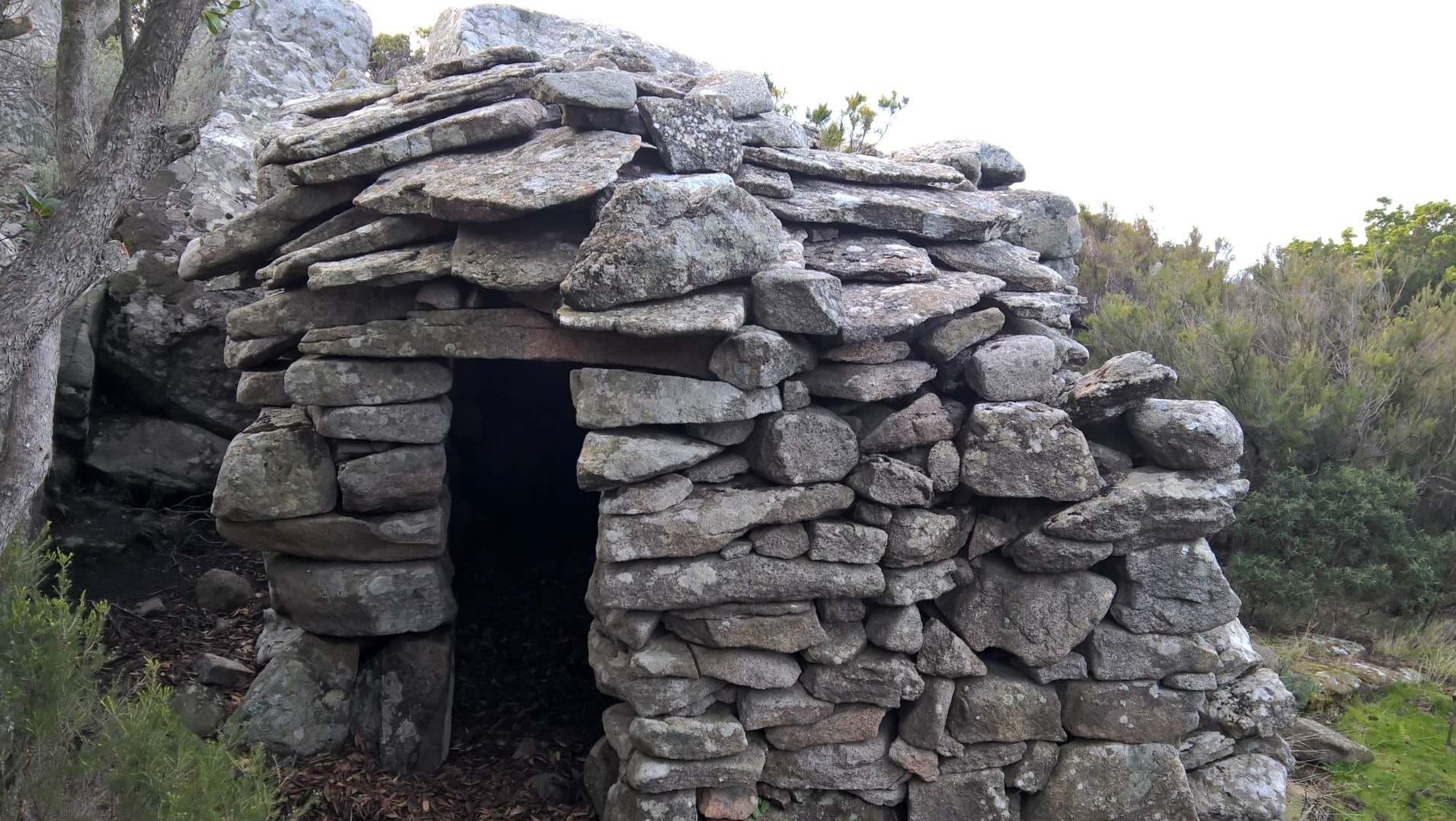
Caprile delle Piane alla Terra
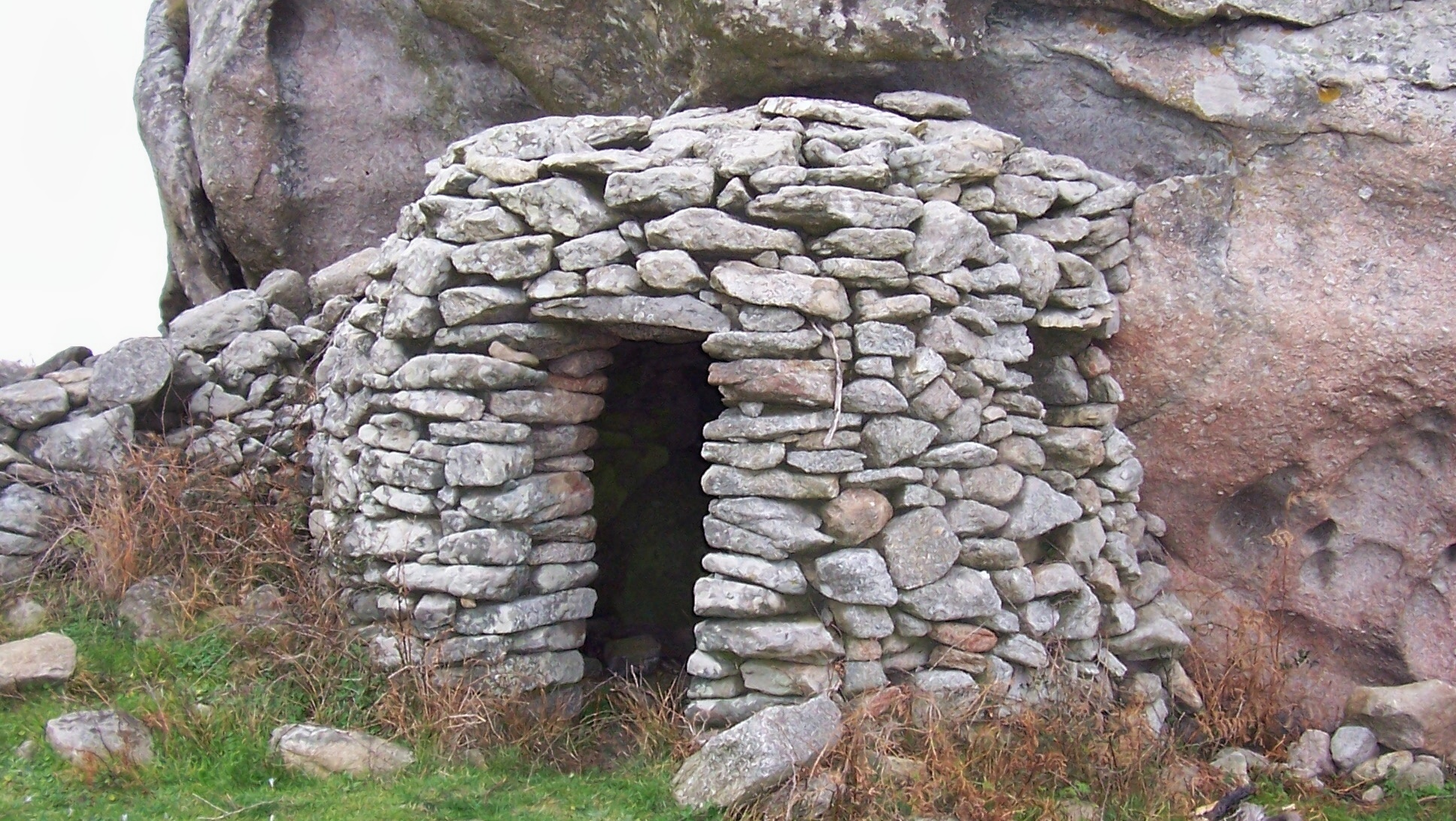
Caprile di Pietra Murata
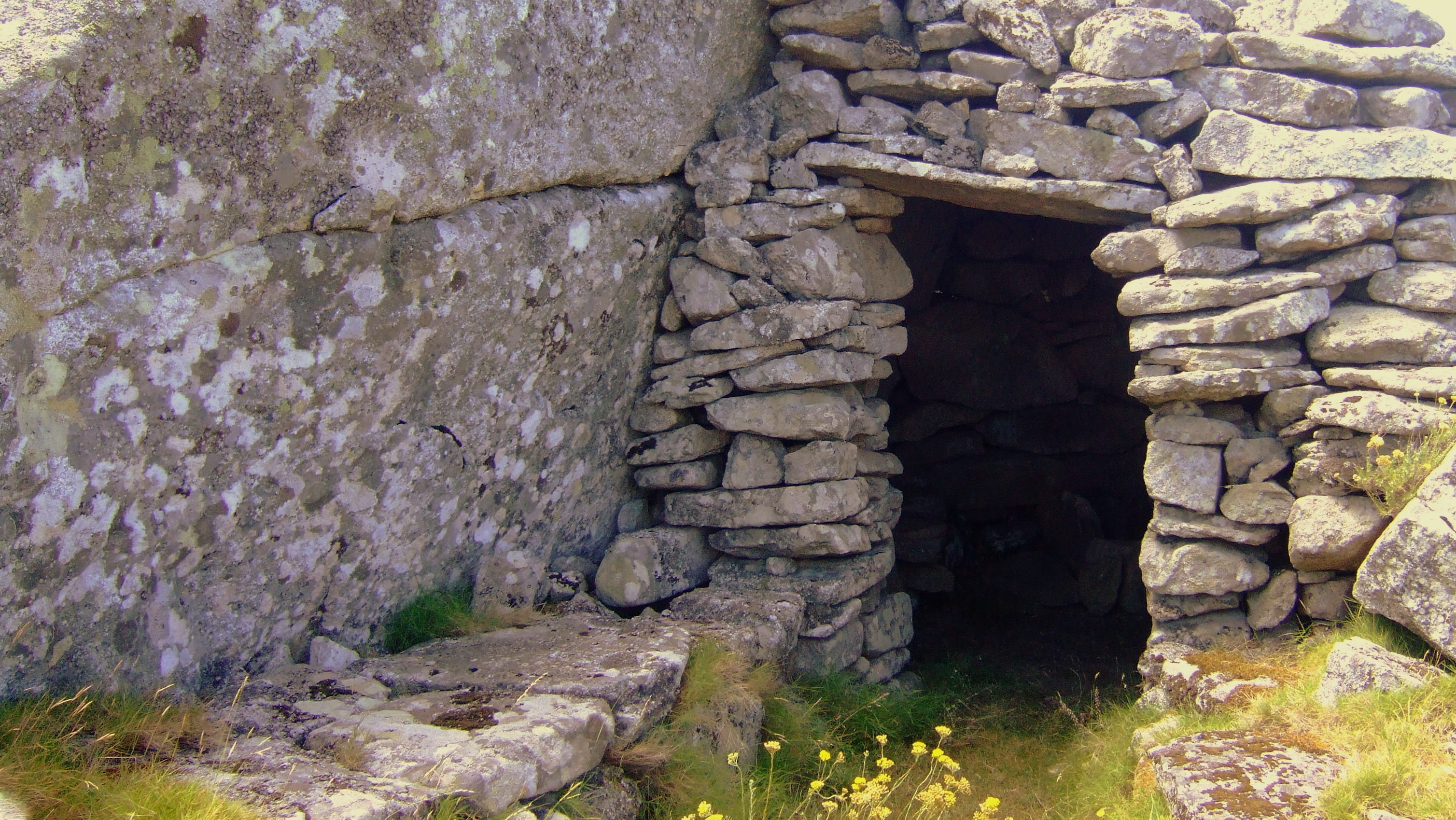
Caprile della Stretta
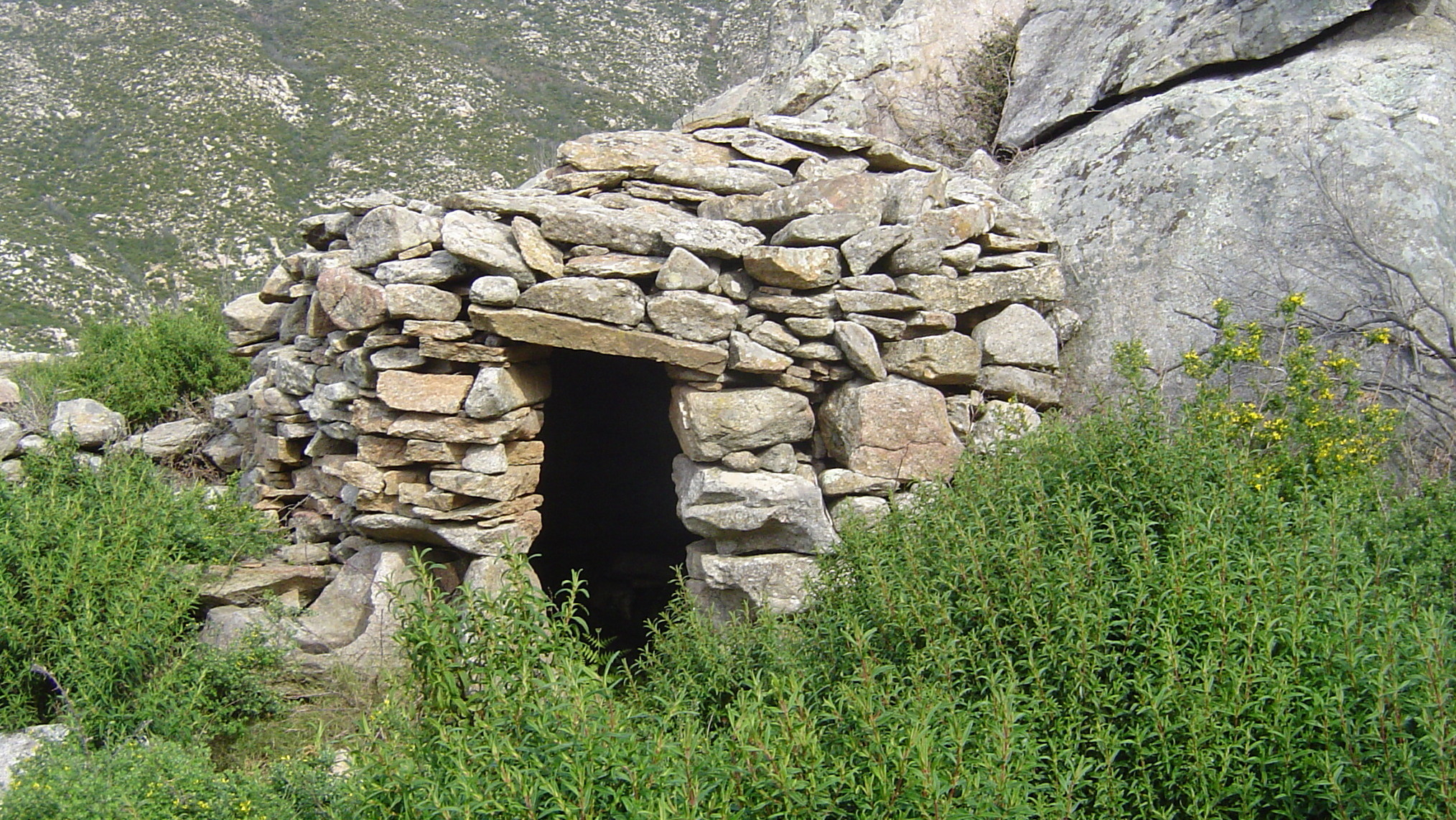
Caprile del Sughereto
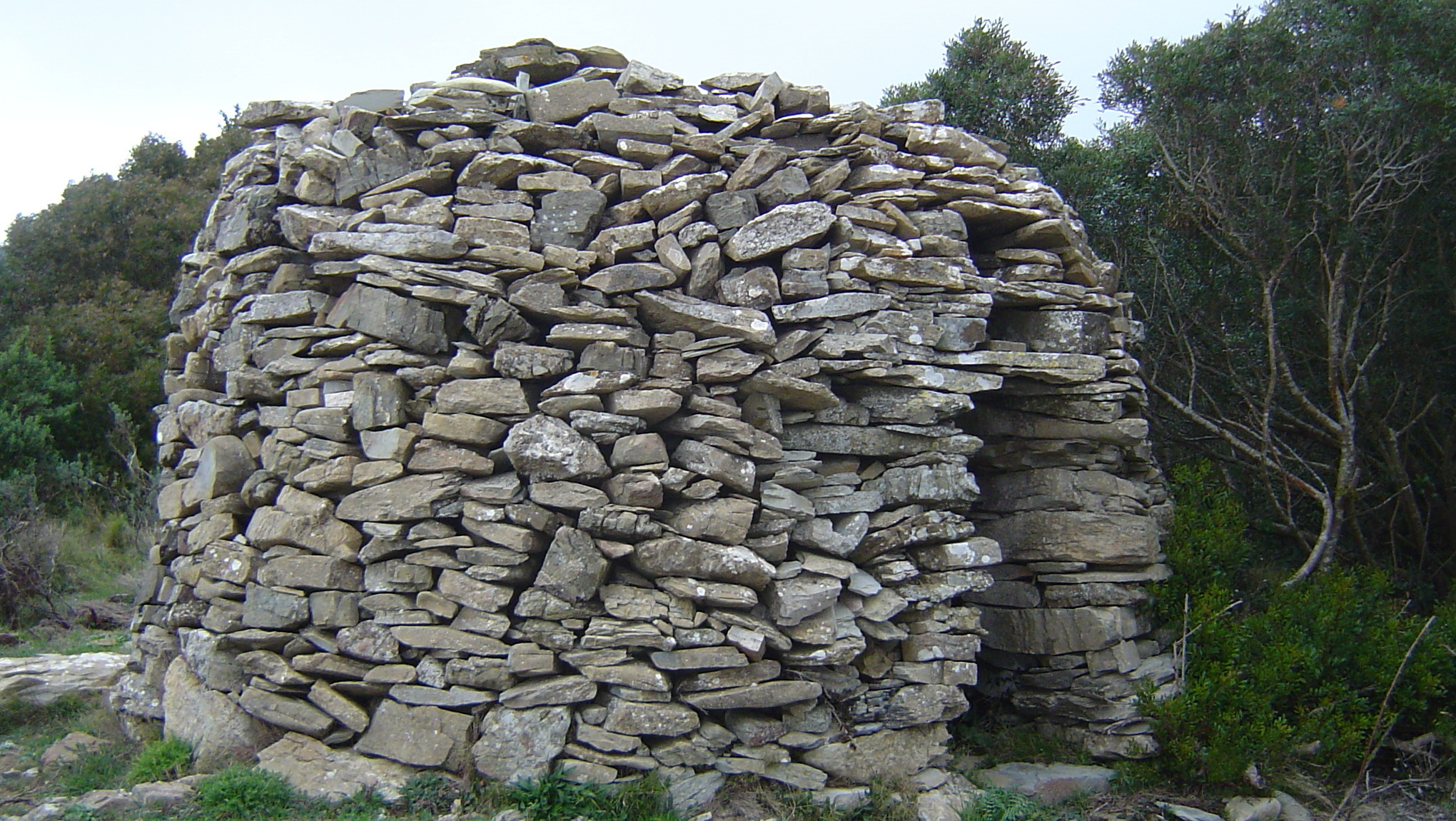
Caprile del Tambone
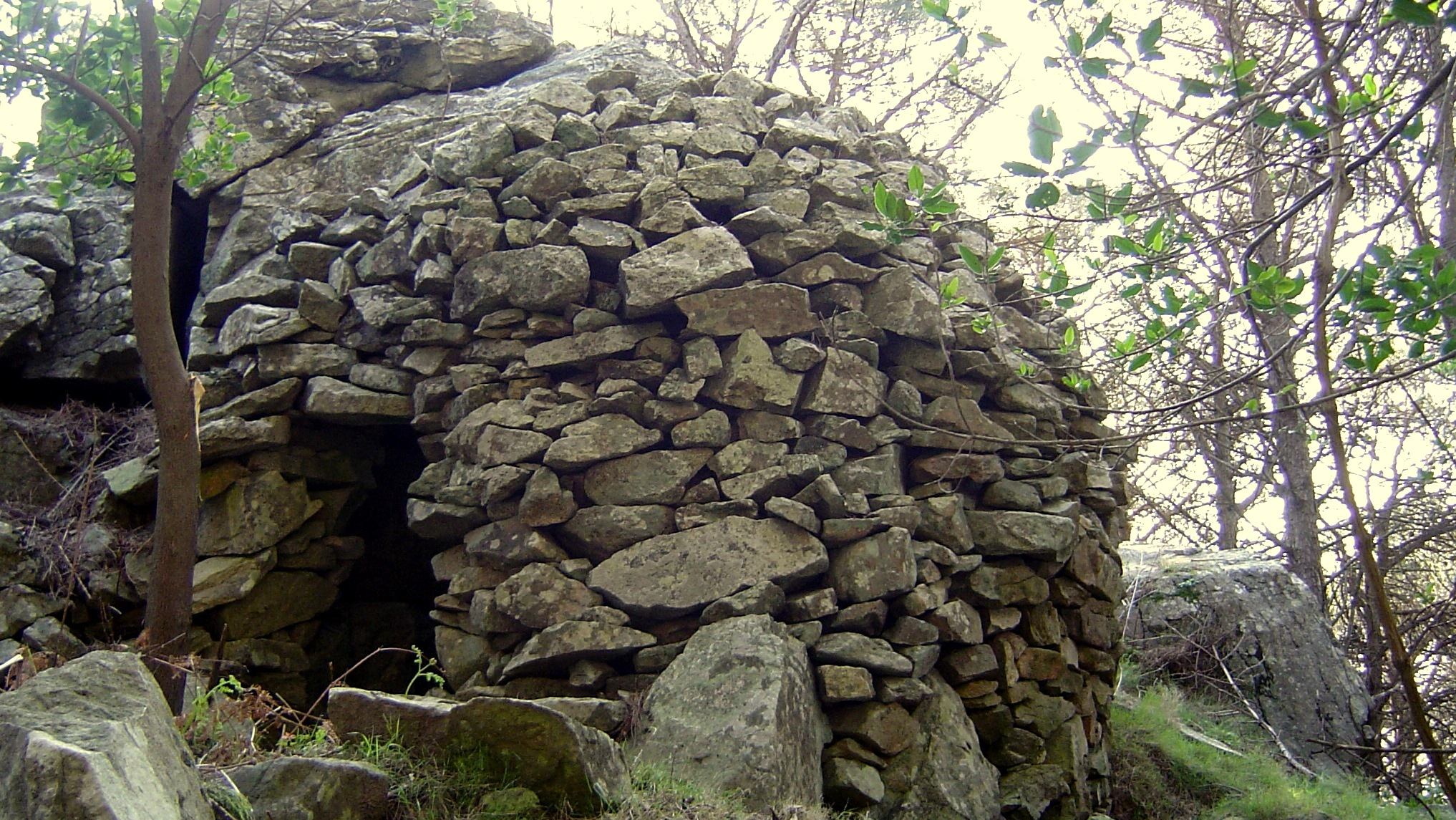
Caprile della Tozza al Pagliaio
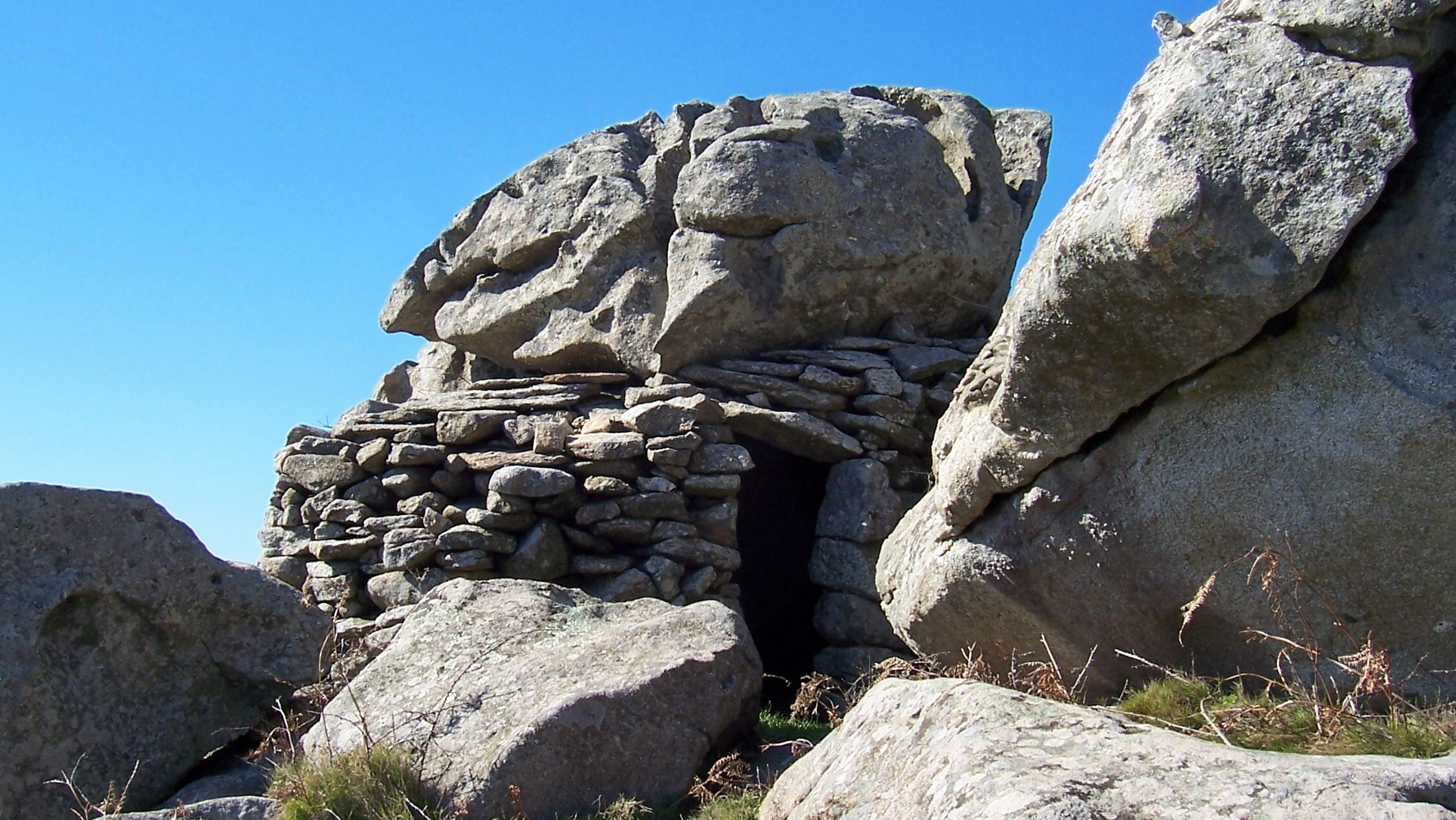
Caprile della Tozza al Pròtano
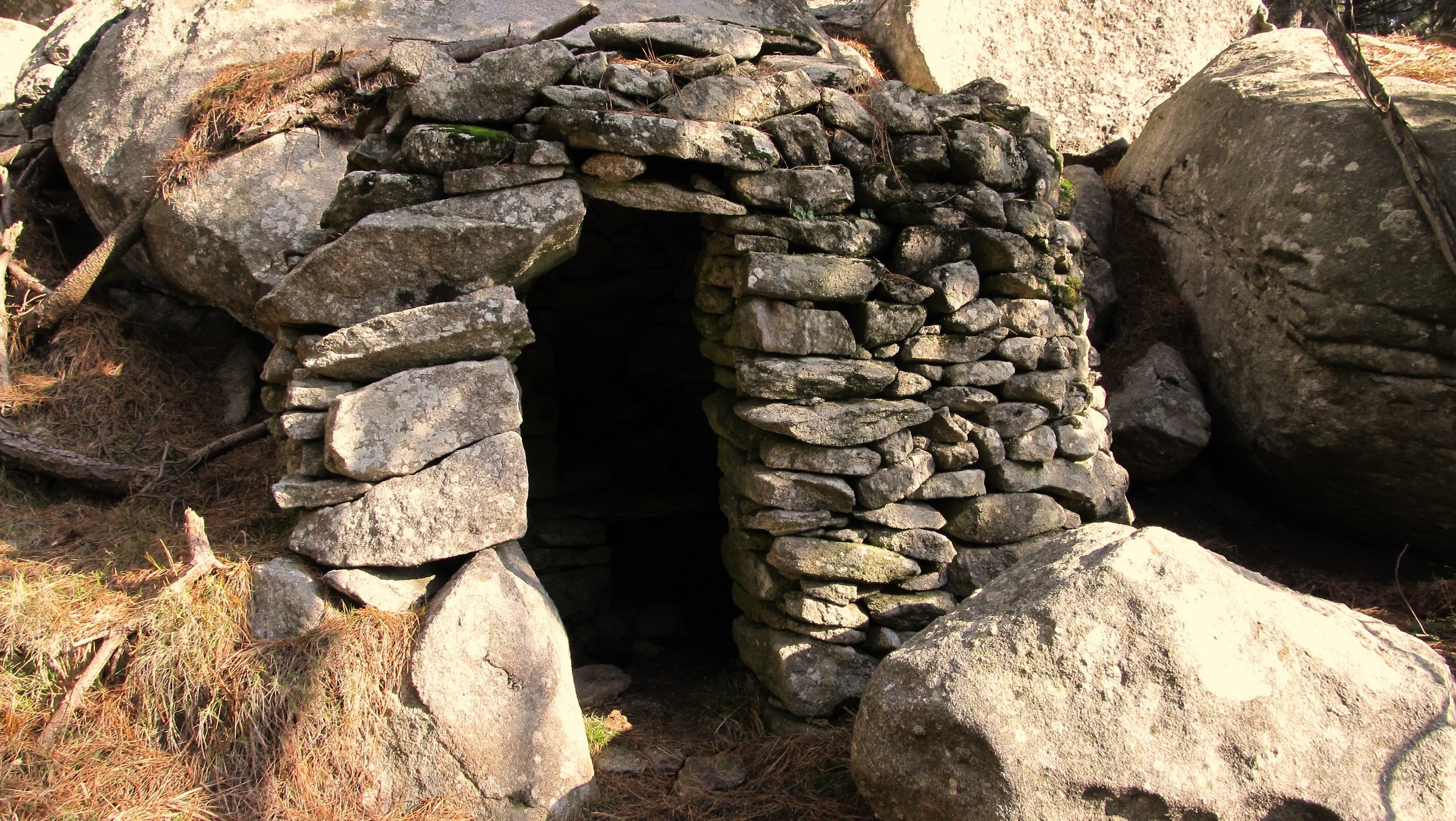
Caprile della Tozz'i Carletto
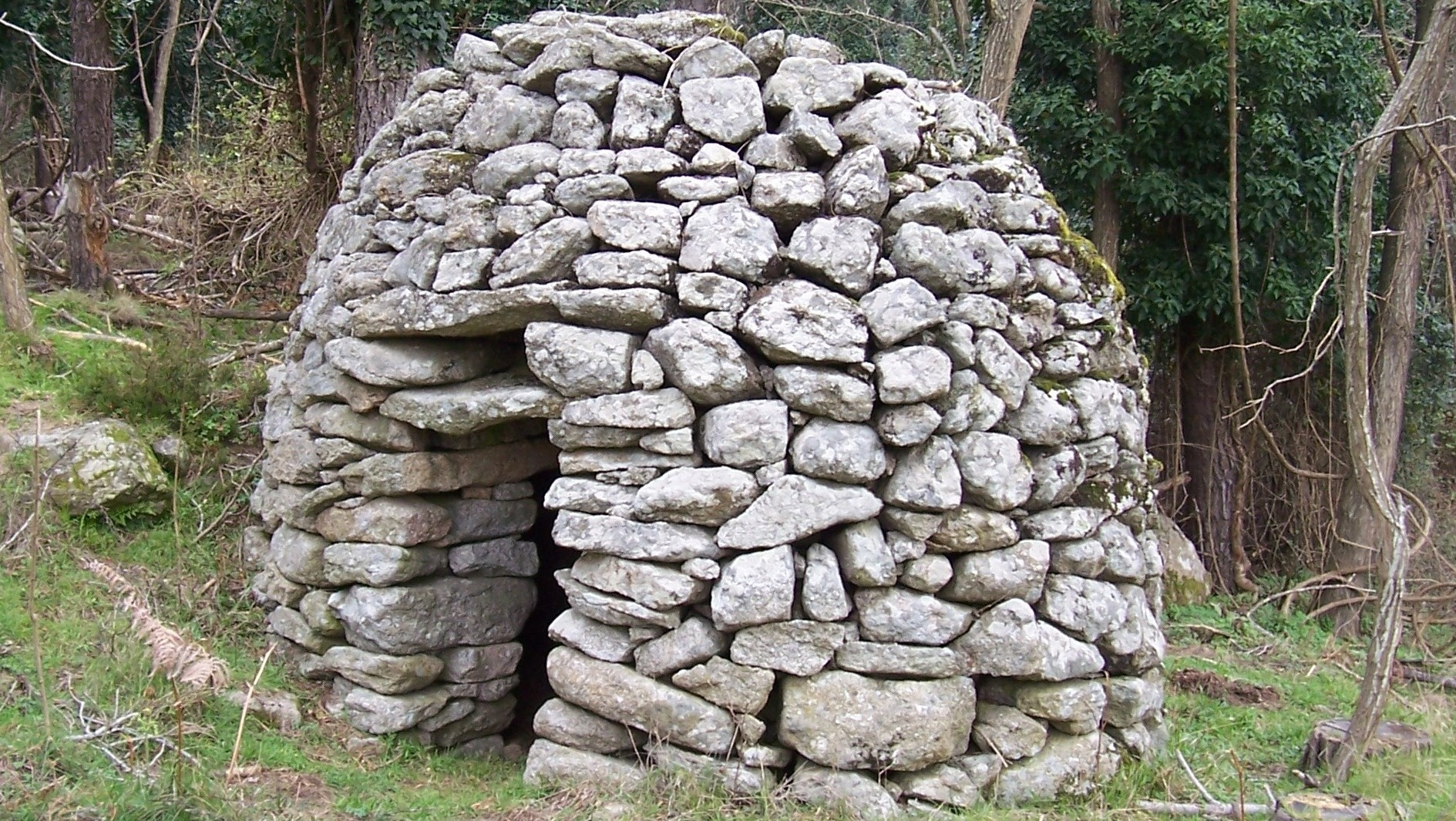
Caprile dei Tre Cerri
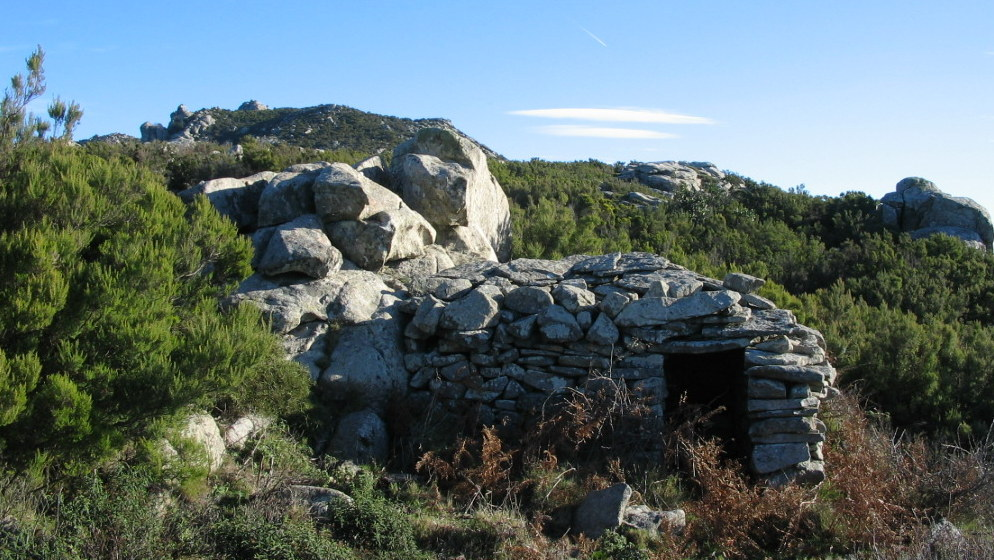
Caprile del Tròppolo